# Jacob van Ruisdael
Vous lisez un « bon article » labellisé en 2018.
Jacob van Ruisdael est un peintre et graveur néerlandais, né à Haarlem vers 1628 et mort à Amsterdam le 10 mars 1682. Il est généralement considéré comme le peintre paysagiste le plus réputé du siècle d'or néerlandais, une période de grande opulence et d'accomplissement culturel au cours de laquelle la peinture hollandaise est devenue très populaire.
Sa vie est mal connue. Peintre prolifique aux multiples talents, il représente une large variété de paysages. Dès 1646, il peint des scènes de campagne hollandaises d'une qualité remarquable pour un jeune artiste. Après un voyage en Allemagne en 1650, ses paysages prennent un caractère plus épique. Dans son œuvre tardive, accomplie alors qu'il vit et travaille à Amsterdam, il ajoute à son répertoire habituel des panoramas urbains et des marines. Il produit au total environ 700 peintures dont plus de 150 paysages scandinaves avec des chutes d'eau.
Son seul élève connu de source sûre est Meindert Hobbema, l'un des artistes chargés de peindre des personnages dans ses paysages. Le travail d'Hobbema est parfois confondu avec celui de Ruisdael. Il est ardu d'attribuer précisément toutes ses œuvres, la tâche n'étant pas facilitée par le fait que trois membres de sa famille sont aussi des peintres paysagistes, dont certains ont épelé leur nom Ruysdael ; son père Isaac, son oncle Salomon, et son cousin, prénommé lui aussi Jacob.
De son vivant, son travail était déjà populaire dans les Provinces-Unies. Aujourd'hui, ses tableaux sont répartis dans des musées et collections privées du monde entier. La National Gallery de Londres, le Rijksmuseum d'Amsterdam et le musée de l'Ermitage de Saint-Pétersbourg détiennent les plus grandes collections. Il a influencé la peinture paysagiste dans le monde entier, des romantiques anglais à l'École de Barbizon en France, en passant par l'Hudson River School aux États-Unis, ainsi que plusieurs générations de paysagistes néerlandais.

## Biographie
Jacob Isaackszoon van Ruisdael naît à Haarlem en 1628 ou 1629, dans une famille de peintres, tous paysagistes. Le nombre de peintres dans sa famille, et les diverses épellations du nom de Ruisdael, ont entravé les tentatives pour documenter sa vie et attribuer ses œuvres.
Le nom de Ruisdael est lié à un château, désormais détruit, situé dans le village de Blaricum. Ce village était le foyer du grand-père de Jacob, le fabricant de meubles Jacob de Goyer. Lorsque De Goyer, nom dérivé de Gooi, s'installe à Naarden, trois de ses fils changent leur nom en Ruysdael ou Ruisdael, probablement pour indiquer leur origine. Deux des fils de De Goyer deviennent peintres : Isaack van Ruisdael, le père de Jacob, qui était aussi encadreur, et Salomon van Ruysdael, son célèbre oncle. Jacob lui-même épelait toujours son nom avec un « i », tandis que son cousin Jacob Salomonszoon van Ruysdael, fils de Salomon, lui aussi paysagiste, épelait son nom avec un « y ». En 1718, son premier biographe, Arnold Houbraken, l'appelle Jakob Ruisdaal.
On ne sait pas si sa mère était la première épouse d'Isaac van Ruisdael, dont le nom est inconnu, ou sa deuxième épouse, Maycken Cornelisdochter. Isaac et Maycken se marient le 12 novembre 1628,,.
L'identité de son maître est également incertaine. On part souvent du principe qu'il a étudié avec son père et son oncle, mais il n'existe pas d'archives qui le confirme. Son oncle est considéré comme sa principale influence mais il semble également avoir été fortement influencé par d'autres paysagistes contemporains de Haarlem, notamment Cornelis Vroom et Allaert van Everdingen. Selon le Bénézit de 1924, son maître pourrait être son oncle Salomon, Allaert van Everdingen, Cornelis Vroom, ou encore son père. La possibilité qu'il se soit formé en grande partie tout seul est aussi évoquée. D'après le Dictionnaire de la peinture, on peut supposer qu'il profite de l'enseignement de son père et qu'il fréquente l'atelier de son oncle à Haarlem. Selon le livre 1000 Chefs-d'œuvre de la peinture, il reçoit son premier enseignement de son père et de son oncle.

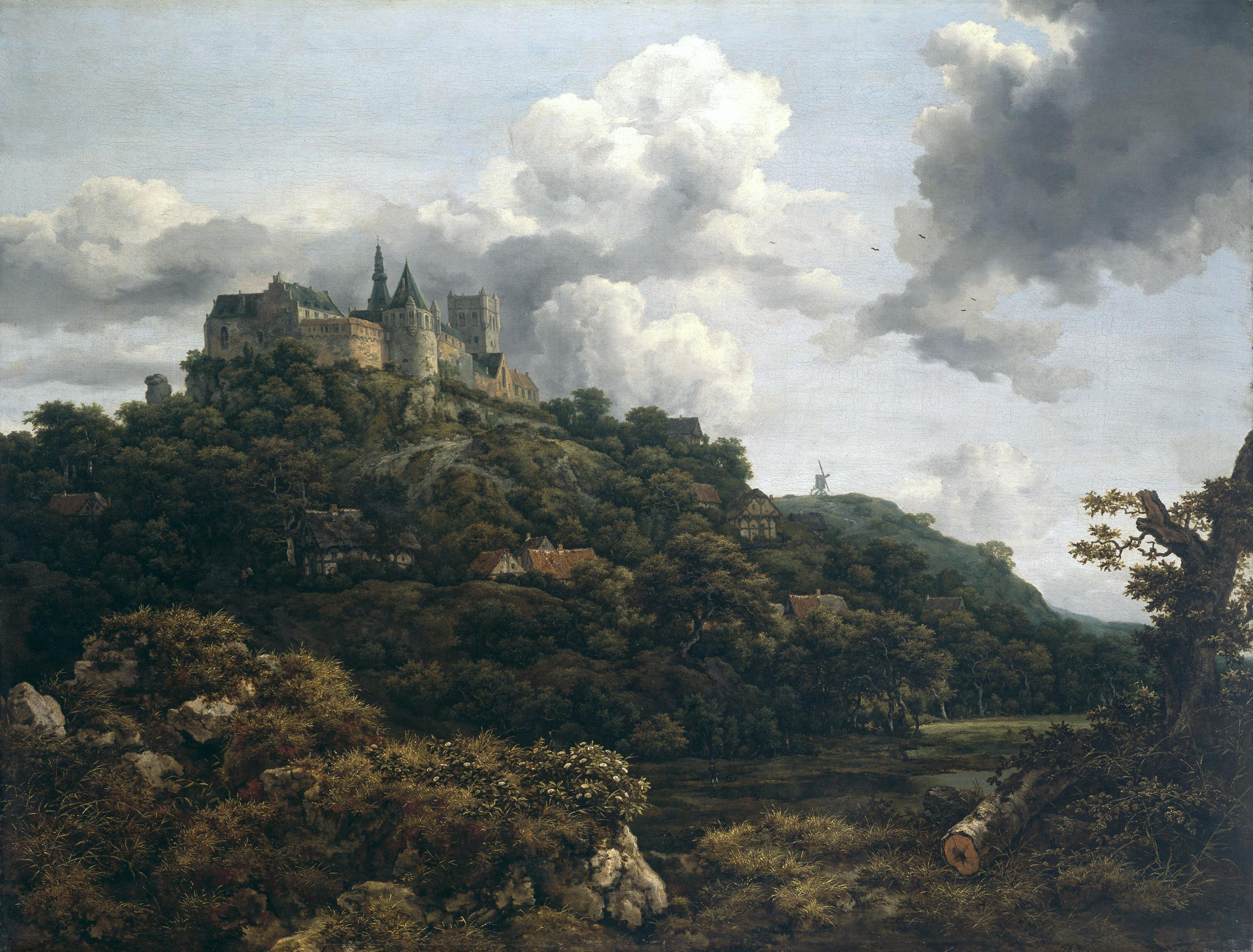
Le Château de Bentheim (1653), Dublin, National Gallery of Ireland.

La date la plus ancienne qui figure sur une peinture ou gravure de Ruisdael est 1646. Deux ans plus tard, il est admis à la guilde de Saint-Luc de Haarlem,. À cette époque, les paysages sont aussi populaires que les peintures d'histoire aux Provinces-Unies, bien qu'à l'époque de sa naissance les peintures d'histoire étaient bien plus fréquentes. Cette popularité croissante des paysages se poursuit tout au long de sa carrière même s'ils restent inférieurs dans la hiérarchie des genres.
Il semble qu'il a voyagé relativement peu pour un paysagiste. Il se rend à Blaricum, Egmond aan Zee et Rhenen dans les années 1640, puis, en compagnie de son ami Nicolaes Berchem, à Bentheim et Steinfurt, juste de l'autre côté de la frontière allemande, en 1650. Il voyage sans doute à nouveau jusqu'à la frontière allemande en 1661, avec son élève Hobbema, via la Veluwe, Deventer et Ootmarsum. Malgré les nombreux paysages norvégiens peints par Ruisdael, rien n'indique qu'il ait voyagé en Scandinavie.

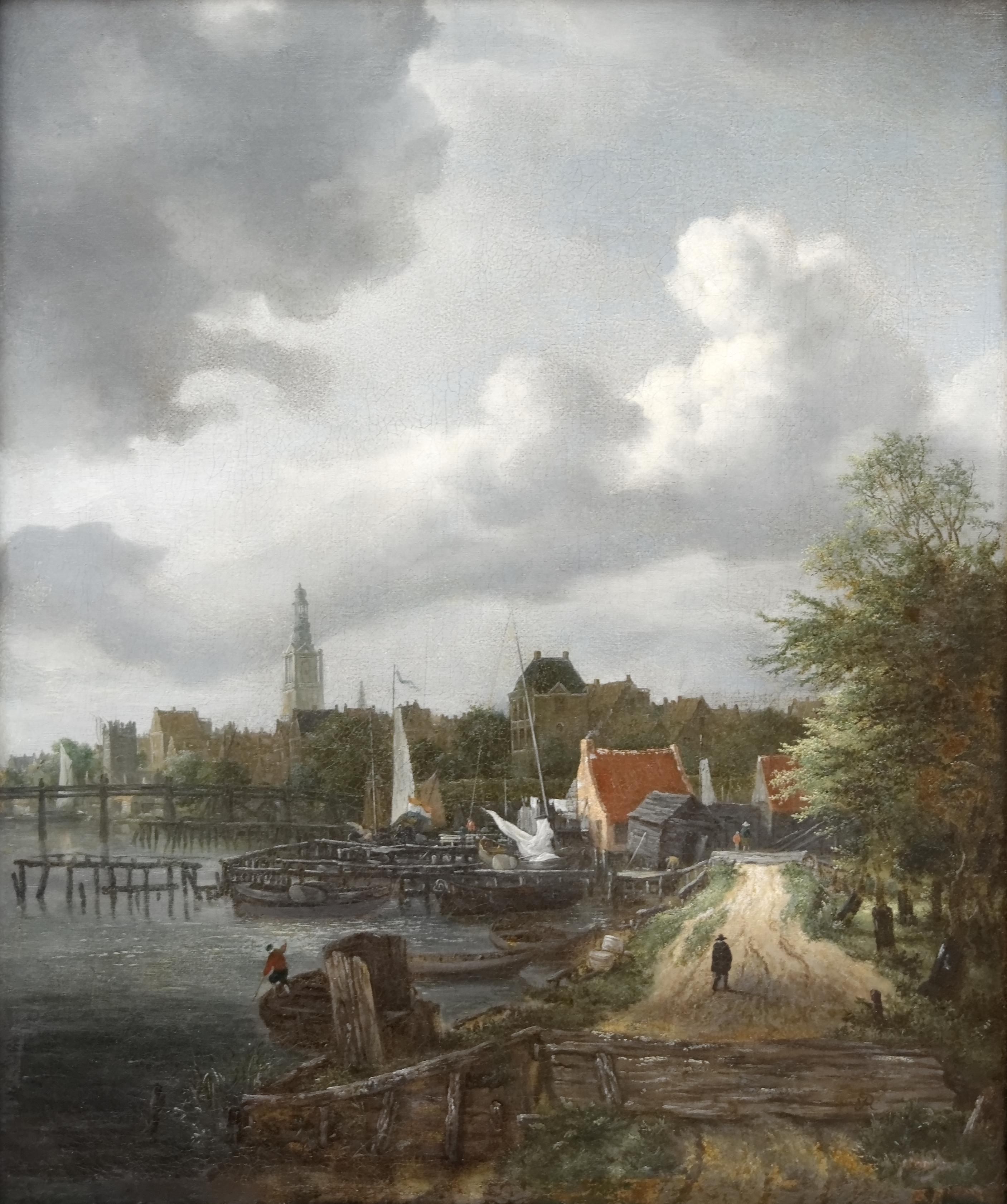
Vue d'Amsterdam (vers 1656), musée des beaux-arts de Budapest.

Vers 1656, suivant l'exemple d'Allaert van Everdingen, il s'installe à Amsterdam, une ville prospère qui offre probablement un marché plus important pour son travail. À partir de là, il vit et travaille à Amsterdam jusqu'à sa mort. Il obtient la citoyenneté de la ville d'Amsterdam en 1659. En 1668, son nom apparaît en tant que témoin du mariage de Meindert Hobbema, peintre dont les œuvres sont parfois confondues avec les siennes,. Hobbema est son seul élève attesté, par un document de 1660.
Selon Arnold Houbraken, il aurait étudié la médecine et pratiqué la chirurgie à Amsterdam. Les documents d'archives du XVIIe siècle font apparaître le nom « Jacobus Ruijsdael », bien que barré, sur une liste de médecins d'Amsterdam avec la remarque supplémentaire qu'il a obtenu son diplôme de médecine le 15 octobre 1676 à l'université de Caen. Plusieurs historiens de l'art ont supposé qu'il s'agissait d'un cas d'identité erronée. Pieter Scheltema suggère que c'est son cousin qui a été enregistré. Seymour Slive, expert mondial de Ruisdael, soutient que l'orthographe « uij » ne correspond pas à celle avec laquelle le peintre épelait son nom, que sa production très élevée suggère qu'il avait peu de temps pour étudier la médecine et qu'il n'y a aucune indication dans son art qu'il ait voyagé en France. D'après le Dictionnaire de la peinture, il est fort improbable que Jacob van Ruisdael ait fait des études poussées en médecine car il signait déjà des tableaux à l'âge de dix-huit ans. En 2013, Jan Paul Hinrichs convient que la preuve n'est pas concluante et cette hypothèse est aujourd'hui écartée.
En raison de la présence de divers noms bibliques dans sa famille et de la représentation par Ruisdael d'un cimetière juif, il y a souvent eu des spéculations selon lesquelles il devait sûrement être juif mais les preuves attestent le contraire. Son oncle Salomon appartenait à un sous-groupe de la congrégation mennonite et son père était de la même confession. Son cousin Jacob était un mennonite enregistré à Amsterdam. Le 17 juin 1657, il est baptisé selon le rite calviniste à Ankeveen, un village près de Naarden. Il est enterré dans l'église Saint-Bavon de Haarlem, une église protestante depuis 1578.

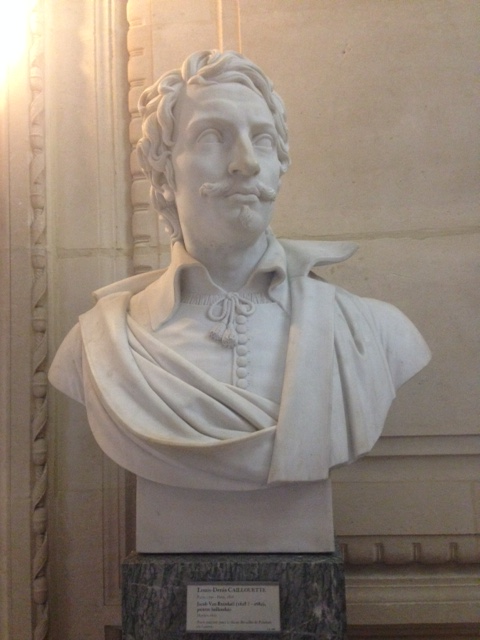
Buste en marbre de Jacob van Ruisdael par Louis-Denis Caillouette, 1822, Paris, musée du Louvre.

Il ne s'est jamais marié. Selon Houbraken, c'était pour « consacrer du temps à s'occuper de son vieux père ». On ne sait pas à quoi il ressemblait, car il n'existe aucun portrait ou autoportrait connu de lui. Il est représenté par quelques gravures ou sculptures, dont une œuvre de Louis-Denis Caillouette exposée au salon de 1822, mais aucune n'a été réalisée de son vivant.
Il meurt à Amsterdam le 10 mars 1682 et est enterré quatre jours plus tard à l'église Saint-Bavon de Haarlem. L'historien d'art Hendrik Wijnman réfute le mythe selon lequel il est mort à l'hospice des pauvres de Haarlem et que c'est en fait son cousin, Jacob Salomonszoon, qui y est mort. Il semble avoir vécu confortablement, même après le ralentissement économique survenu après le rampjaar en 1672. D'après un large échantillon d'inventaires pris entre 1650 et 1679, il apparaît que le prix moyen de ses tableaux était de 40 florins, contre une moyenne de 19 florins pour l'ensemble des tableaux attribués. Dans un classement des peintres néerlandais du siècle d'or basé sur la fréquence pondérée par les prix dans ces inventaires, Ruisdael se classe septième, la première place revenant à Rembrandt.

## Œuvre

### Premières œuvres
L'œuvre de Jacob van Ruisdael de 1646 jusqu'au début des années 1650, alors qu'il vit encore à Haarlem, se caractérise par des motifs simples et une étude minutieuse et laborieuse de la nature : dunes, bois et effets atmosphériques. En appliquant une peinture plus dense que ses prédécesseurs, il donne à son feuillage une qualité prononcée, exprimant la sève qui coule à travers les branches et les feuilles. Sa représentation précise des arbres est alors sans précédent : les genres de ses arbres sont les premiers à être parfaitement identifiables par les botanistes des temps modernes. Ses premières esquisses introduisent des motifs qui vont être récurrents à toute son œuvre : un sens de l'espace et de la luminosité, et une atmosphère éthérée obtenue par des touches de craie quasi-pointillistes. La plupart de ses trente croquis à la craie noire qui subsistent datent de cette période.

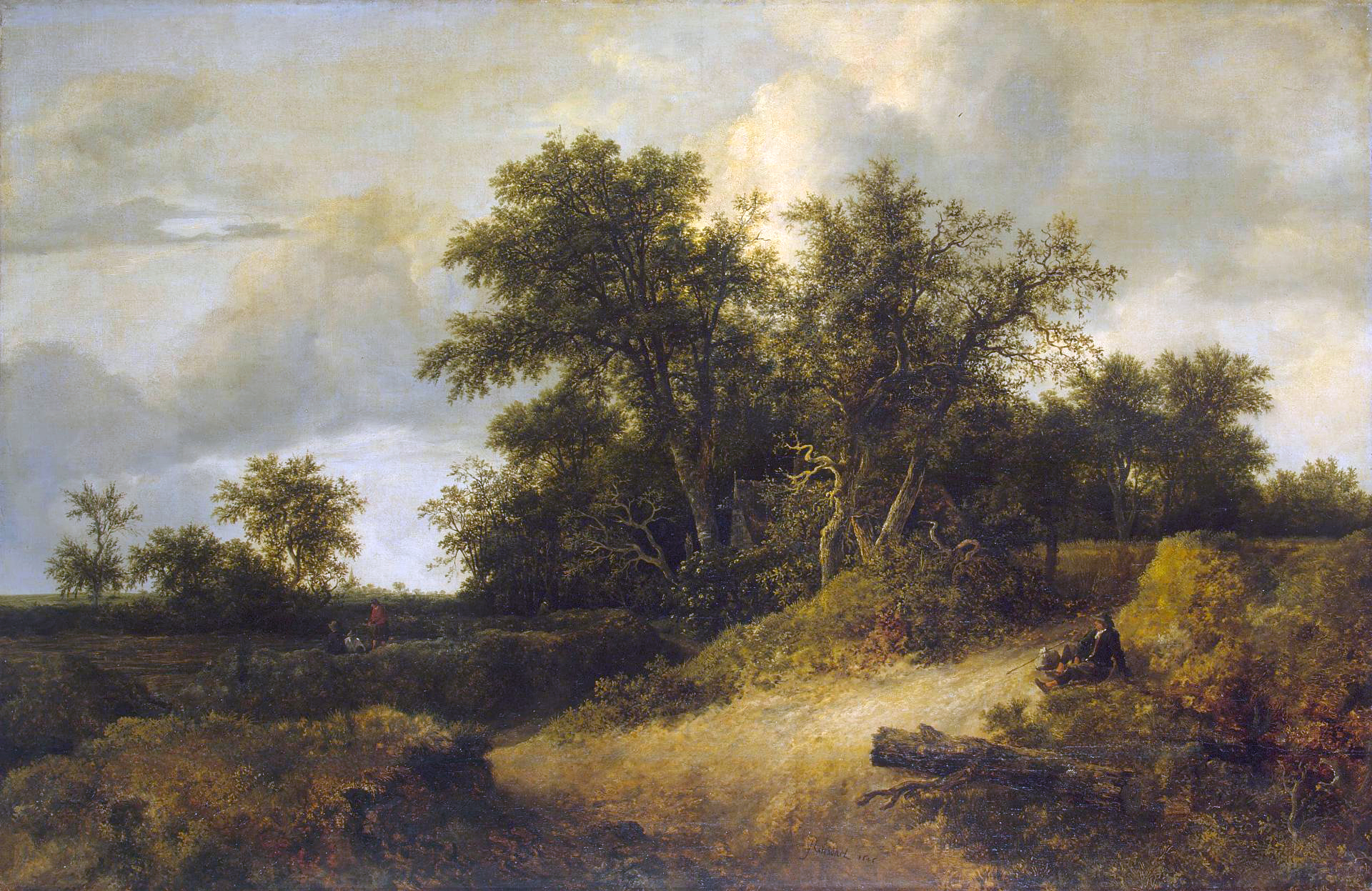
Paysage avec une maison dans un bosquet (1646), Saint-Pétersbourg, musée de l'Ermitage.

Paysage avec une maison dans un bosquet, l'une de ses premières œuvres, datant de 1646, est un exemple de son style originel. Elle rompt avec la tradition néerlandaise classique qui consiste à représenter d'immenses vues de dunes, avec des maisons et des arbres servant de cadres à l'arrière-plan. Il place au lieu de cela des dunes couvertes d'arbres bien en vue au centre de la scène, avec un paysage nuageux concentrant une forte lumière sur un sentier sablonneux. L'effet impressionnant qui en résulte est accentué par la grande taille de la toile, « si surprenante pour le travail d'un peintre inexpérimenté » selon Irina Sokolova, conservatrice du musée de l'Ermitage où le tableau est conservé. L'historien de l'art Cornelis Hofstede de Groot écrit à propos de cette toile qu'il « paraît presque incroyable que ce soit l'œuvre d'un garçon de dix-sept ans ».
Son premier paysage panoramique, Vue de Naarden, date de 1647. Le motif d'un ciel écrasant et d'une ville lointaine, en l'occurrence le lieu de naissance de son père, est un thème auquel il reviendra dans ses dernières années. À cette époque, il peint encore le staffage lui-même, Paysage avec une cabane et des arbres (1646) en étant un bon exemple. Plus tard, il laisse cette tâche à ses élèves ou à d'autres artistes.

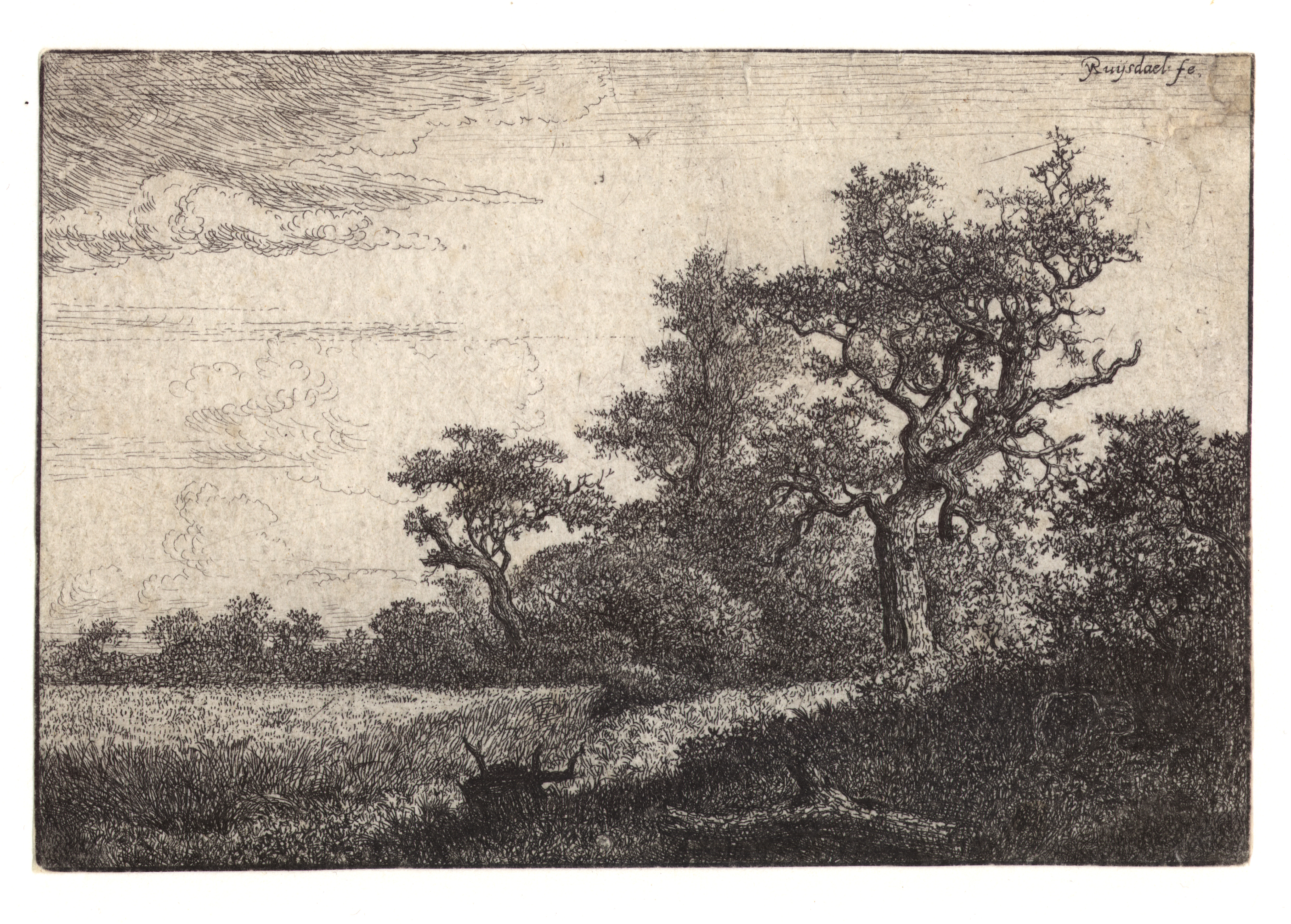
Le Champ de blé (1648) est l'une des treize gravures connues de Jacob van Ruisdael.

Pour des raisons inconnues, il cesse presque entièrement de dater son travail à partir de 1653. Seules cinq de ses œuvres des années 1660, et aucune des années 1670 et 1680, sont datées. Le travail de datation effectué par les experts est donc largement basé sur des enquêtes minutieuses et la spéculation.
Ses treize eaux-fortes connues remontent toutes à ses débuts, la première datant de 1646. Il semble abandonner cette technique au milieu des années 1650. On ignore qui lui a enseigné l'art de la gravure. Il n'existe pas de gravures signées par son père, son oncle ou leur contemporain de Haarlem Cornelis Vroom, qui sont les trois principales influences de ses peintures de jeunesse. Ses gravures ont par ailleurs peu en commun avec le style ou la technique de celles de Rembrandt. Allaert van Everdingen lui a peut-être enseigné l'eau-forte, qui s'installe à Haarlem au début de l'année 1645 et y demeure jusqu'en 1652, soit pendant la période précise ou Ruisdael s'essaie à cette technique. Il existe peu d'impressions originales de ses eaux-fortes, cinq d'entre elles n'en ayant qu'une seule. Leur rareté suggère que Ruisdael les considérait comme des essais, ce qui ne justifiait pas d'éditions plus larges. L'historien de l'art et expert en gravure Georges Duplessis estime que Le Champ de blé et Les Voyageurs sont les eaux-fortes qui illustrent le mieux le génie de Ruisdael pour la gravure.
Compte tenu de son extrême maîtrise technique, son abandon de l'estampe pose questions. Seymour Slive suggère qu'il préfère se concentrer sur son activité de peintre et s'épargner l'important travail induit par la gravure. De plus, dans les années 1650, Ruisdael a atteint un degré de sophistication picturale qui rend alors difficile l'obtention d'une qualité analogue en peinture.

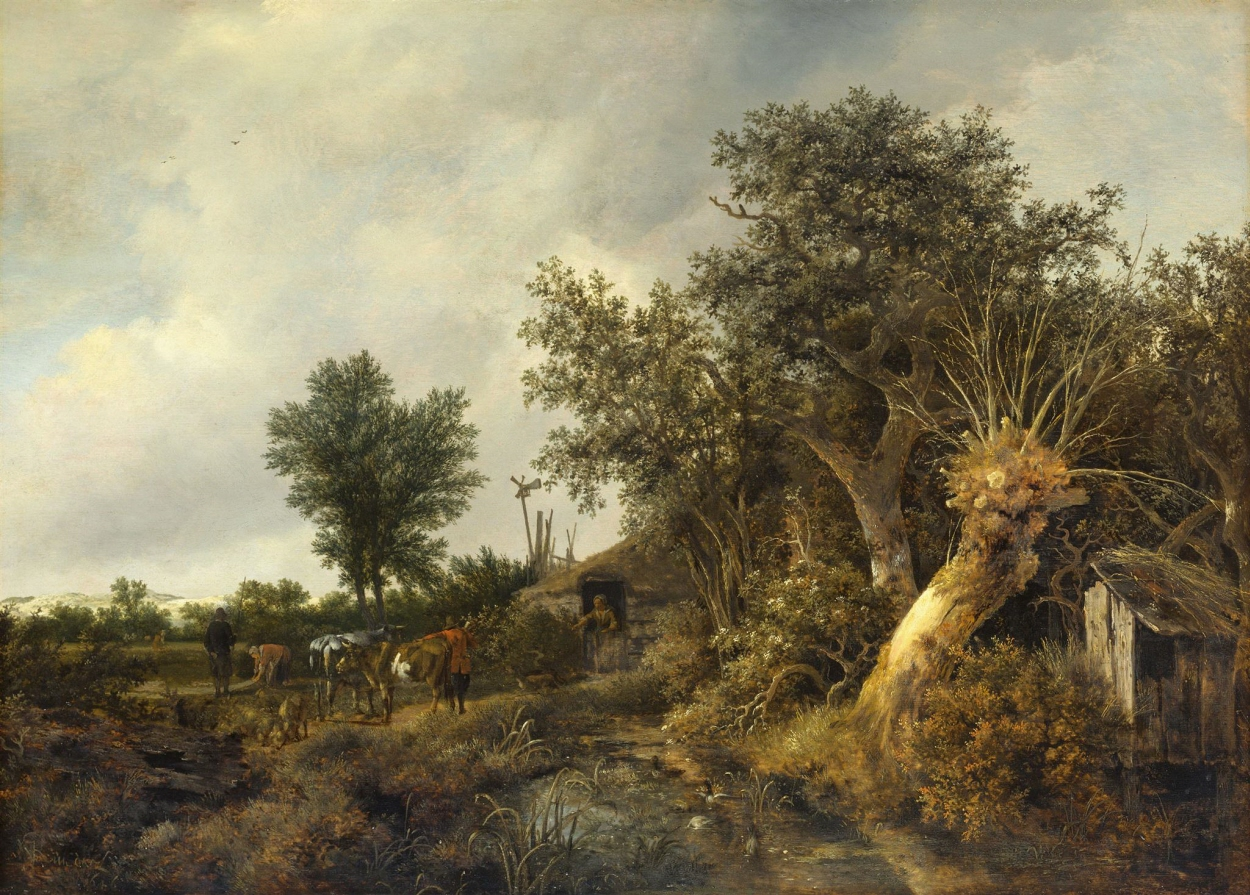
Paysage avec une cabane et des arbres (1646), Kunsthalle de Hambourg.
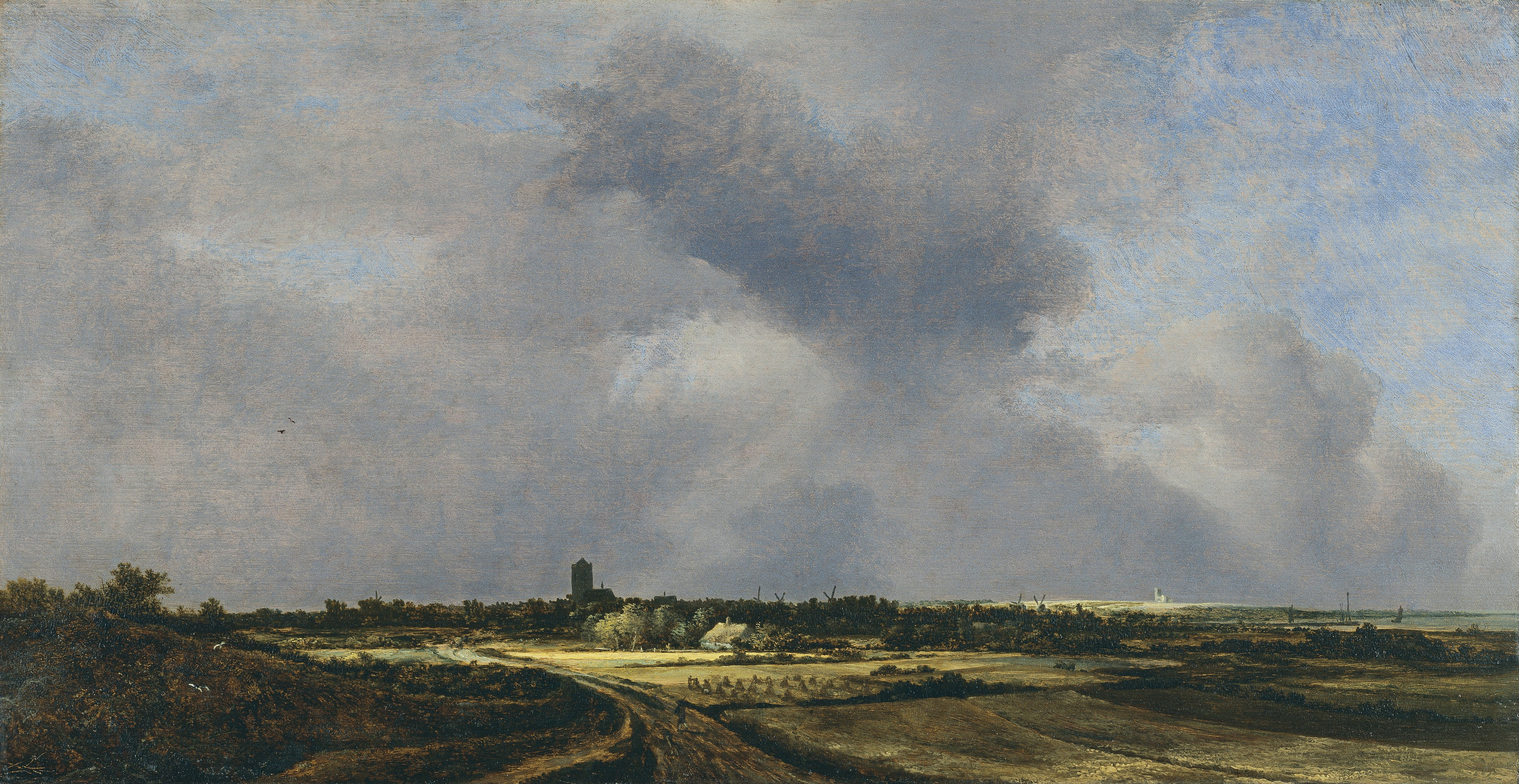
Vue de Naarden (1647), musée Thyssen-Bornemisza.
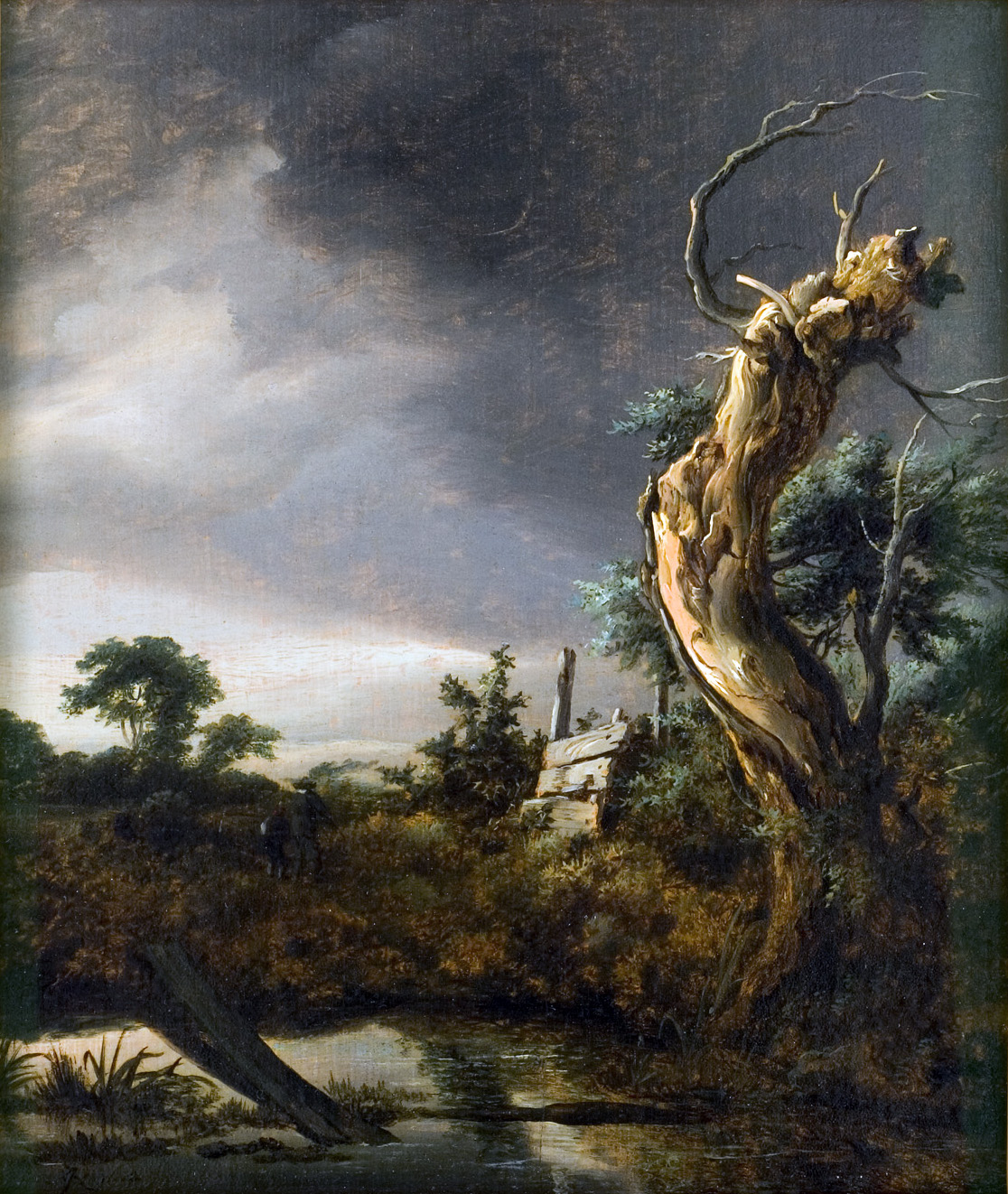
Paysage par temps d'orage (1649), musée Fabre.
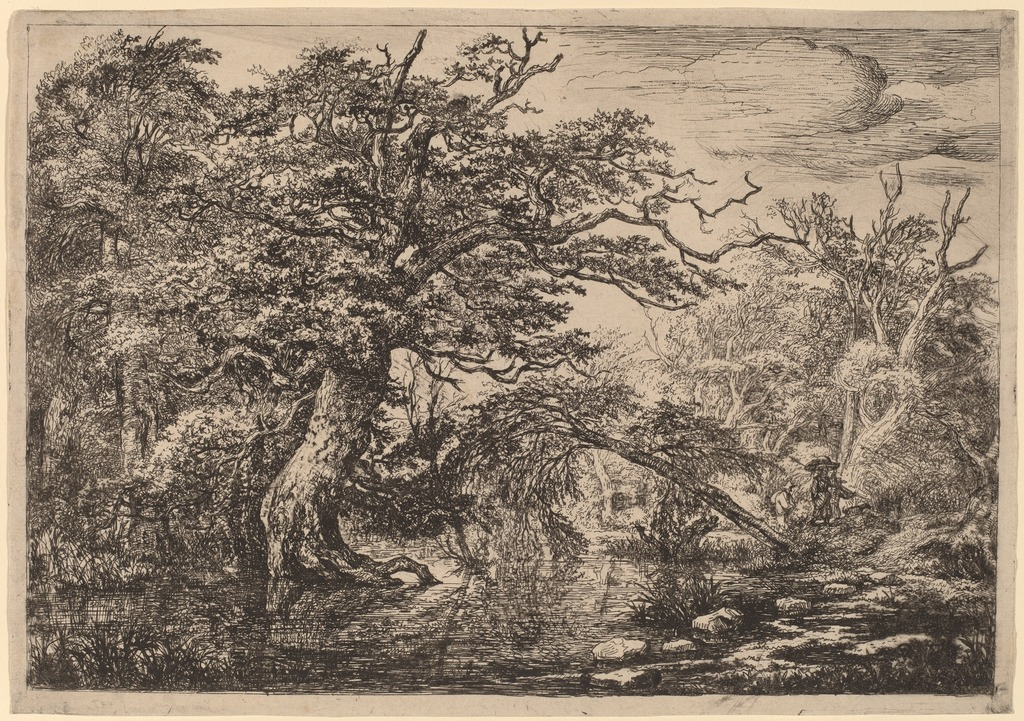
Les Voyageurs (c. 1650), gravure.
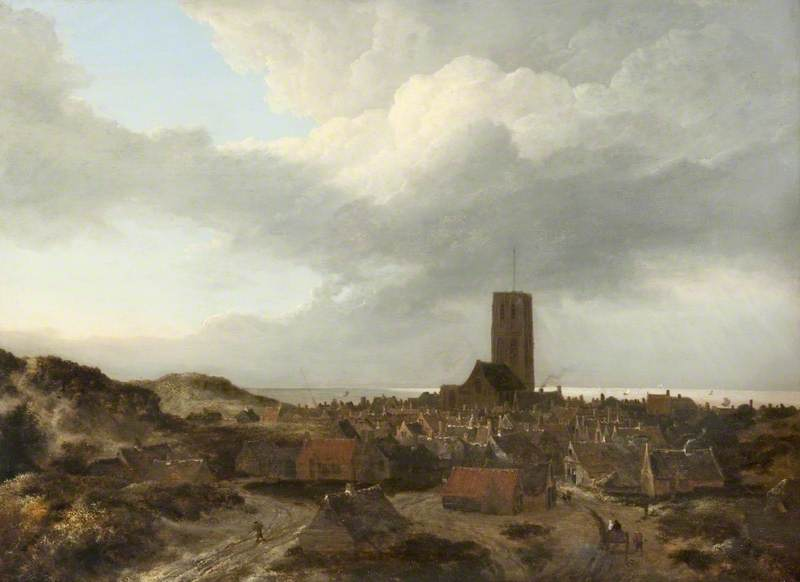
Vue d'Egmond aan Zee (c. 1650), Kelvingrove Art Gallery and Museum.

### Période intermédiaire

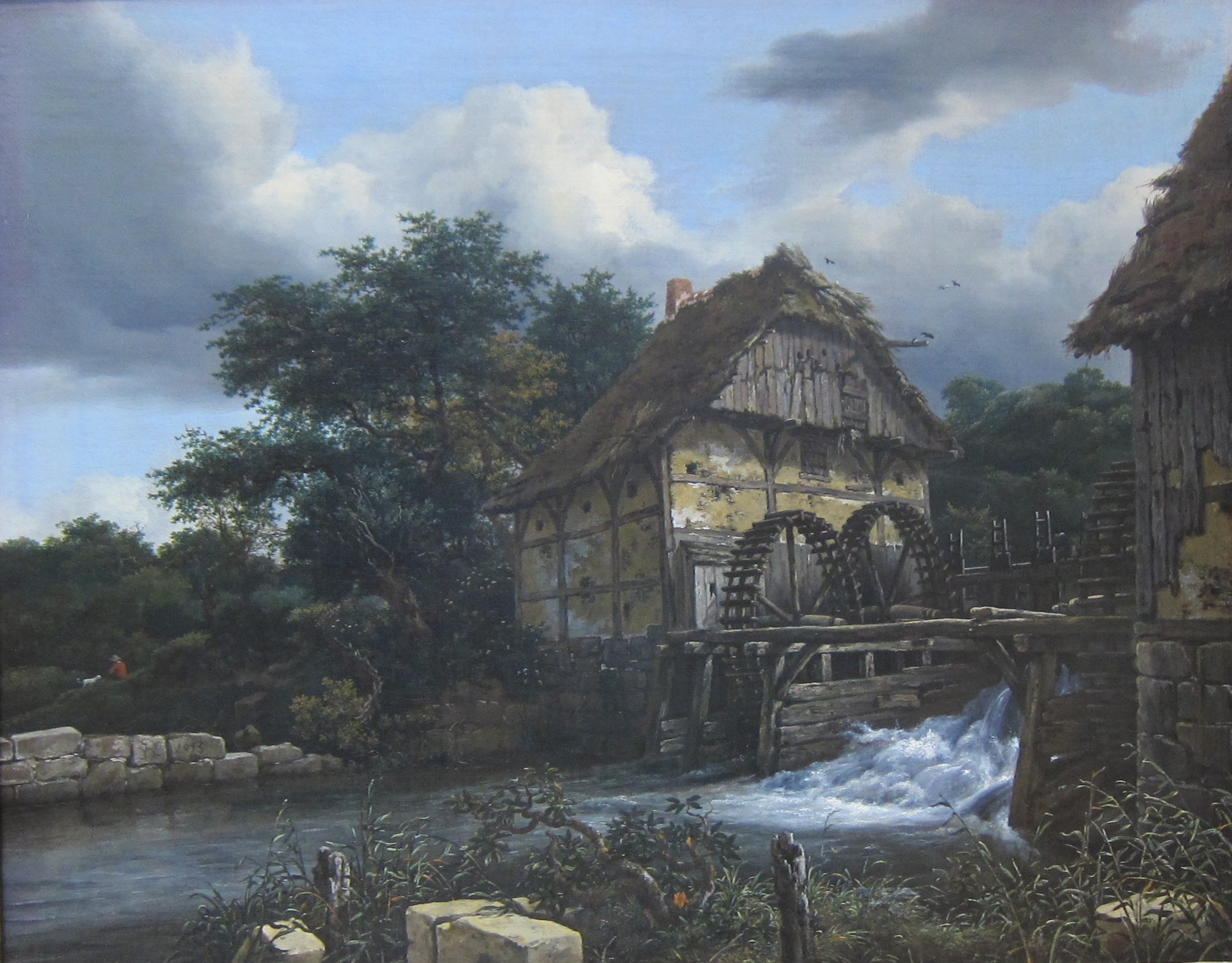
Deux moulins à eau avec une écluse ouverte (1653), Los Angeles, J. Paul Getty Museum.

À la suite de son voyage en Allemagne, ses paysages prennent un tour plus majestueux, avec des formes plus grandes et proéminentes. Il peint une douzaine de vues du château de Bentheim, dont la quasi-totalité le place au sommet d'une colline, la plus impressionnante étant pour Seymour Slive celle qui est conservée à la Galerie nationale d'Irlande et qui le situe sur une montagne boisée. Significativement, le peintre apporte lors de cette série de tableaux de nombreux changements au cadre du château, qui se trouve en fait sur une colline basse peu imposante. Ces variations sont considérées par les historiens de l'art comme une preuve du talent de l'artiste pour les compositions,, son œuvre ayant souvent pour caractéristique de ne pas être le reflet fidèle de la réalité. Il s'inspire en effet de celle-ci avec un grand réalisme mais exagère ou réarrange certains détails afin d'accentuer à la fois l'atmosphère, l'émotion et le contenu de ses œuvres.
Il étudie lors de son voyage en Allemagne des moulins à eau et fait d'eux le motif principal de plusieurs tableaux, ce qui est inédit à l'époque. La toile Deux moulins à eau avec une écluse ouverte (1653), en est un parfait exemple. Les ruines du château d'Egmond, près d'Alkmaar, sont un autre sujet de prédilection de l'artiste, qui les représente sur ses deux versions du Cimetière juif. Dans ces deux œuvres, il met en opposition la nature et les bâtiments, qui sont envahis par les arbres et les arbustes entourant le cimetière.

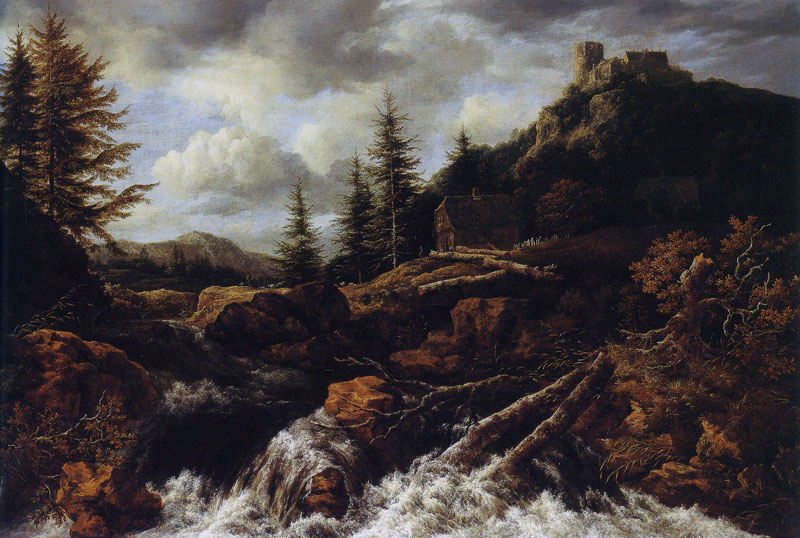
Chute d'eau dans un paysage de montagne avec un château en ruine (entre 1665 et 1670), collection particulière de Mount Stuart House, île de Bute.

Ses premiers paysages scandinaves représentent de grands sapins, des montagnes escarpées, de gros blocs rocheux et des torrents impétueux. Bien qu'ils soient d'un réalisme convaincant, ils se basent sur des œuvres d'art antérieures plutôt que sur une expérience directe. En effet, rien n'indique qu'il ait fait le moindre voyage en Scandinavie, même si Allart van Everdingen y a séjourné en 1644 et a popularisé ce sous-genre. Pour Hofstede de Groot, les compositions effectuées par Ruisdael surpassent rapidement les meilleures toiles d'Everdingen. Il produit en tout plus de 150 paysages scandinaves avec des chutes d'eau, parmi lesquels Chute d'eau dans un paysage de montagne avec un château en ruine (entre 1665 et 1670), considéré par Slive comme son chef-d'œuvre du genre.
C'est à cette époque qu'il commence à peindre des scènes côtières et des marines, influencées par le style de Simon de Vlieger et Jan Porcellis. L'une des plus spectaculaires est Mer agitée près d'une jetée, dont la palette est restreinte aux couleurs noire, blanche et bleue avec quelques touches de brun. Cependant, les scènes forestières demeurent pour lui un sujet de choix, comme Marécage boisé (vers 1665), qui est sa plus célèbre toile conservée au musée de l'Ermitage, et qui dépeint une scène primitive avec des bouleaux et des chênes brisés, et des branches qui s'étendent vers le ciel au milieu d'un étang envahi par la végétation. Sa seule œuvre de commande établie avec certitude date de cette période. Réalisée conjointement avec Thomas de Keyser vers 1660, elle représente Cornelis de Graeff et sa famille arrivant au palais de Soestdijk. Sur ce tableau, Ruisdael a peint le paysage et Keyser les personnages et le carrosse.

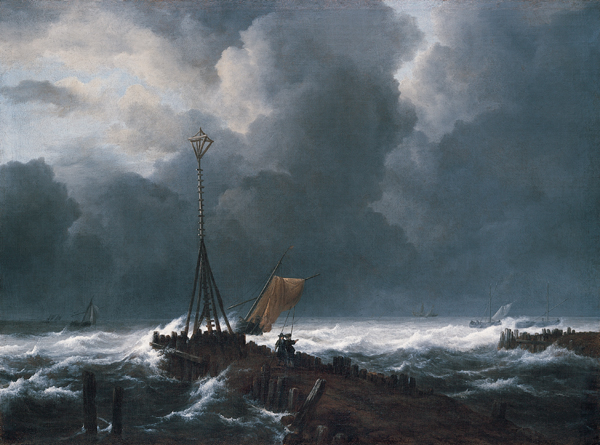
Mer agitée près d'une jetée (c. 1655), musée d'art Kimbell.
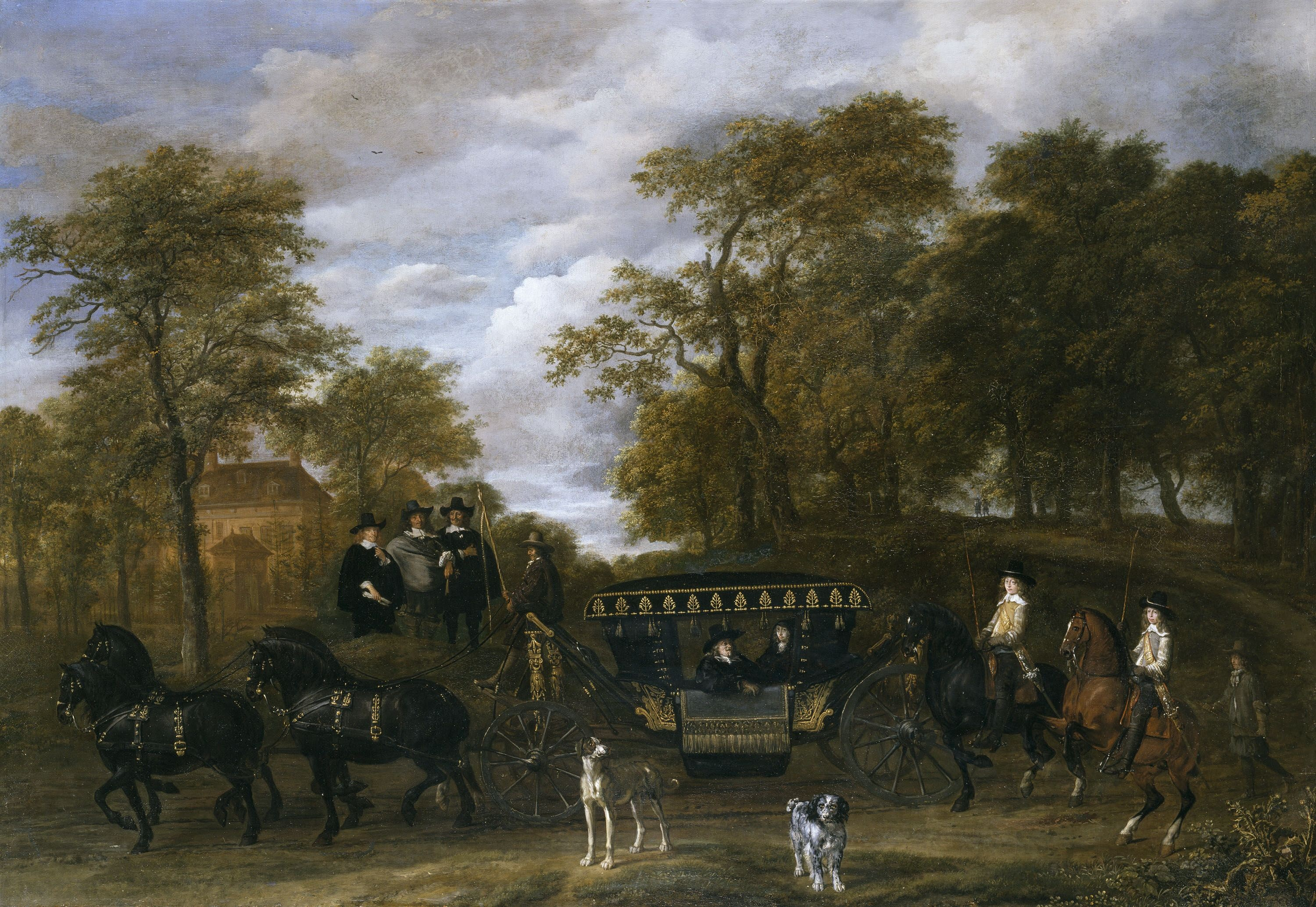
L'Arrivée de Cornelis de Graeff et sa famille au palais de Soestdijk (c. 1660), National Gallery of Ireland.
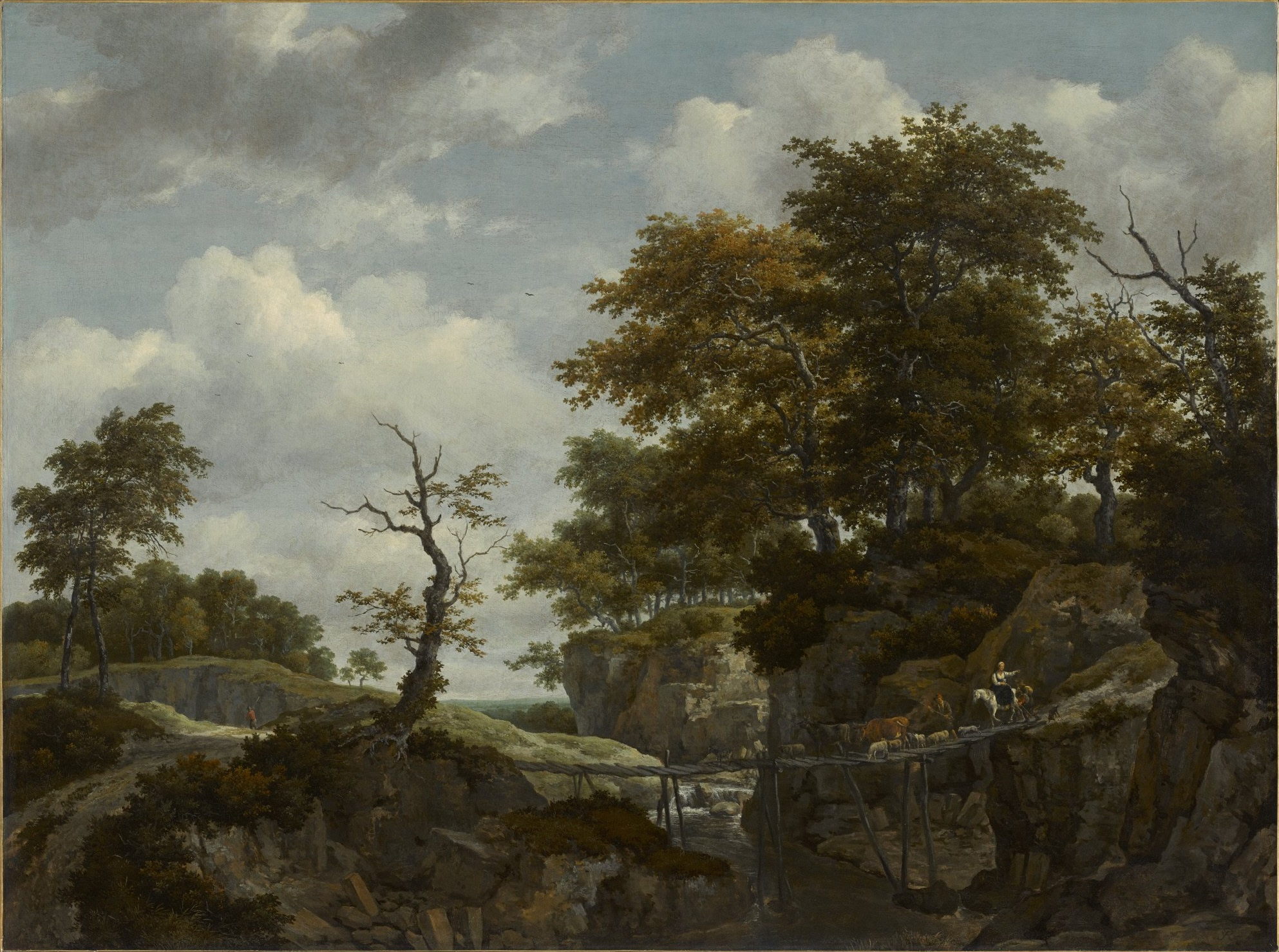
Paysage avec pont, bétail et silhouettes (c. 1660) Clark Art Institute.
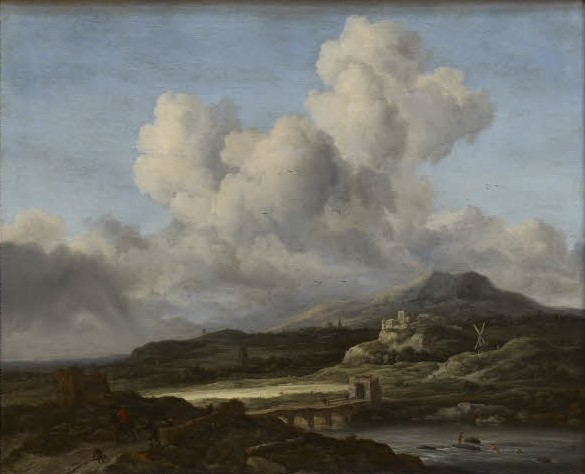
Le Coup de soleil (c. 1665), musée du Louvre.
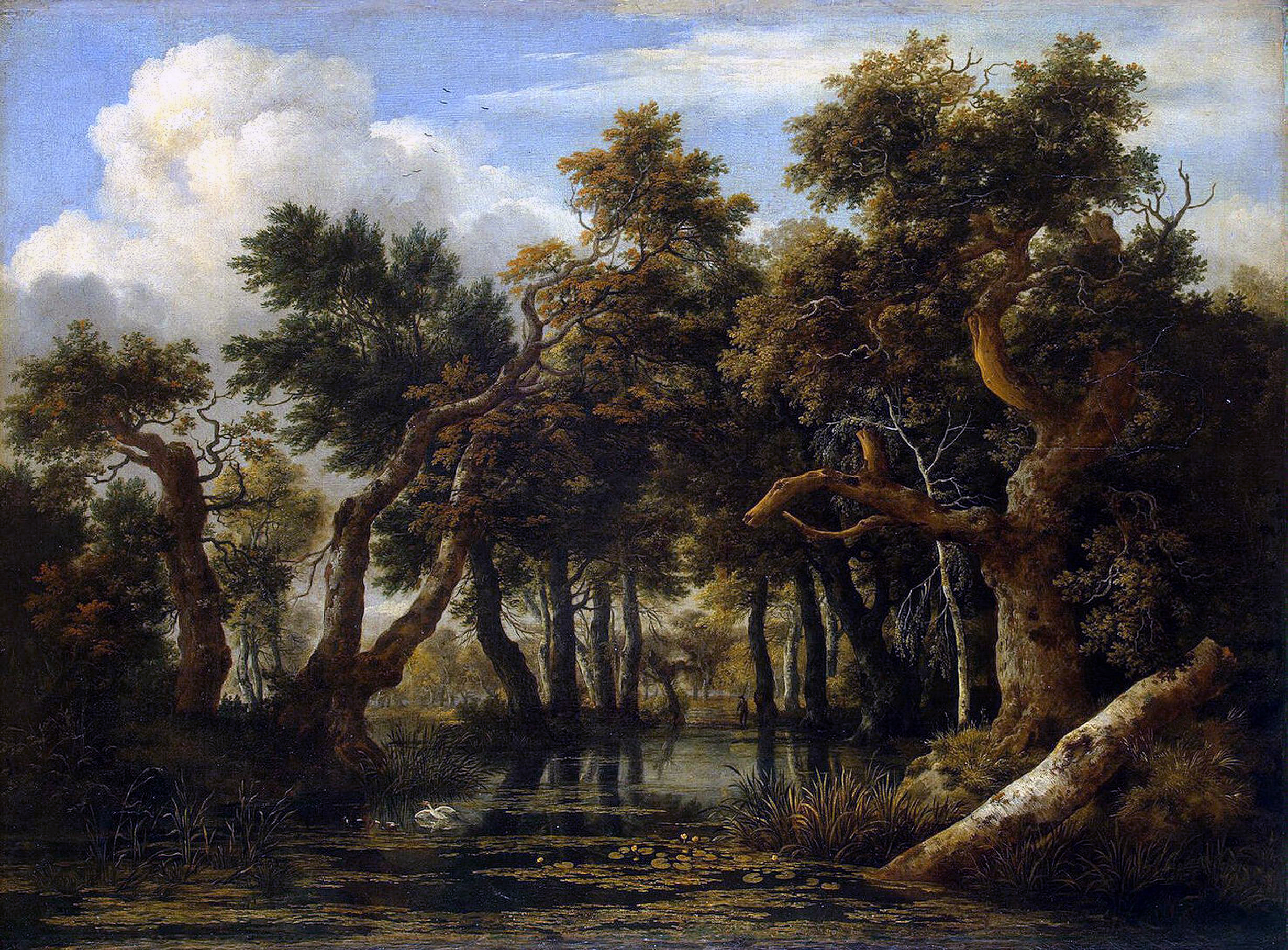
Marécage boisé (c. 1665), musée de l'Ermitage.
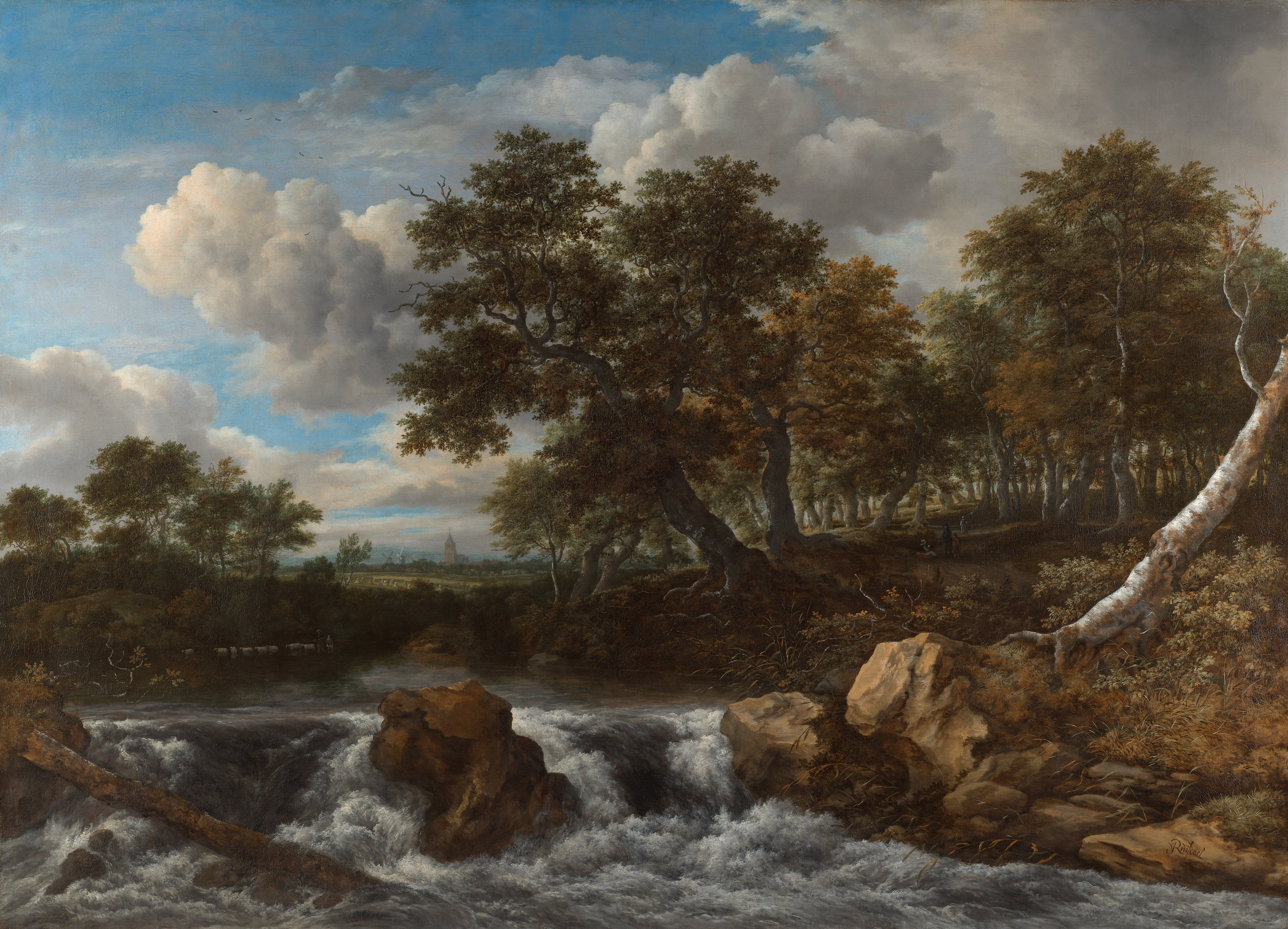
Paysage avec une cascade (c. 1668), Rijksmuseum.

### Œuvres tardives
Au cours de sa dernière période, il commence à représenter des scènes de montagne, telles que Paysage de montagne avec un moulin, datant de la fin des années 1670, un massif à la beauté sauvage dont le pic le plus élevé perce les nuages. Les sujets de ses peintures deviennent beaucoup plus variés. L'historien de l'art Wolfgang Stechow a dénombré treize thèmes dans le genre du paysage du siècle d'or néerlandais, et Ruisdael englobe tous ces thèmes, sauf deux, excellant dans la plupart : forêts, rivières, dunes et routes de campagne, panoramas, paysages imaginaires, chutes d'eau scandinaves, marines, plages, paysages hivernaux, vues urbaines, et nocturnes. Seuls les paysages italianisants et étrangers autres que scandinaves sont absents de son œuvre,.

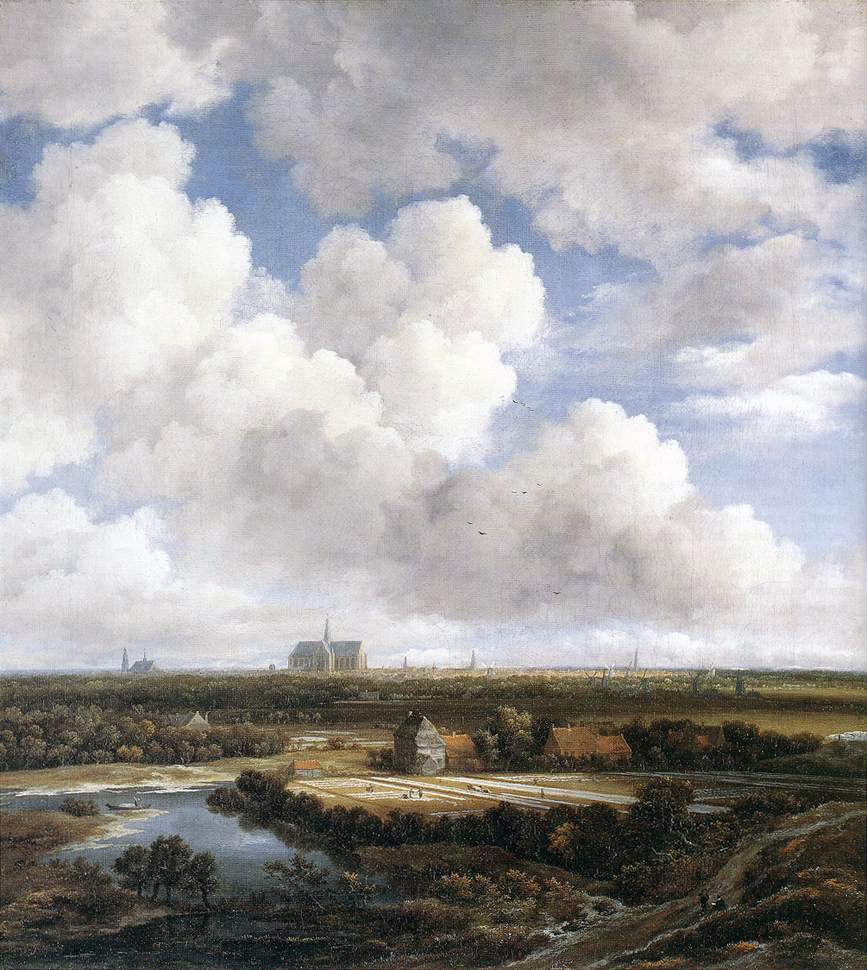
Vue de Haarlem avec des champs de blanchiment (vers 1665), Kunsthaus de Zurich.

Seymour Slive trouve approprié qu'un moulin à vent soit le sujet d'une de ses œuvres les plus célèbres : Moulin de Wijk de Duurstede (vers 1670), qui figure Wijk bij Duurstede, une ville située au bord d'une rivière à environ 20 kilomètres d'Utrecht, avec un moulin à vent cylindrique qui la domine. Dans cette composition, l'artiste réunit des éléments typiquement néerlandais, basses terres, eau et vaste étendue de ciel, de sorte qu'ils convergent vers le moulin à vent tout aussi caractéristique. La popularité durable de ce tableau est attestée par les ventes de cartes postales du Rijksmuseum, Moulin de Wijk de Duurstede se classant troisième après La Ronde de nuit de Rembrandt et Vue de Delft de Vermeer. Les moulins à vent sont par ailleurs l'une des constantes de toute la carrière du peintre.
Diverses vues panoramiques de la ligne d'horizon de Haarlem et de ses champs de blanchiment apparaissent dans son œuvre au cours de cette période. Ce sous-genre spécifique, avec des nuages qui créent différentes gradations de bandes alternées d'ombre et de lumière vers l'horizon, est appelé Haerlempjes. Ces panoramas sont souvent dominés par l'église Saint-Bavon, dans laquelle il sera plus tard enterré.
Des vues d'Amsterdam figurent dans son œuvre, mais relativement rarement compte tenu du fait qu'il y a vécu plus de 25 ans. On compte parmi elles des peintures de la place du Dam, ainsi que Vue de l'Amstel à partir d'Amsteldijk (vers 1680), l'une de ses dernières œuvres,. Son seul sujet architectural connu est un dessin de l'intérieur de la vieille église d'Amsterdam.
Les personnages ne sont introduits qu'avec parcimonie dans ses compositions et sont rarement de sa propre main lors de cette période, en dehors de ceux figurant sur la plupart de ses panoramas, mais plutôt exécutés par divers artistes, dont son élève Meindert Hobbema, Nicolaes Berchem, Adriaen van de Velde, Philips Wouwerman, Jan Vonck, Thomas de Keyser, Gérard van Bathem et Johannes Lingelbach.

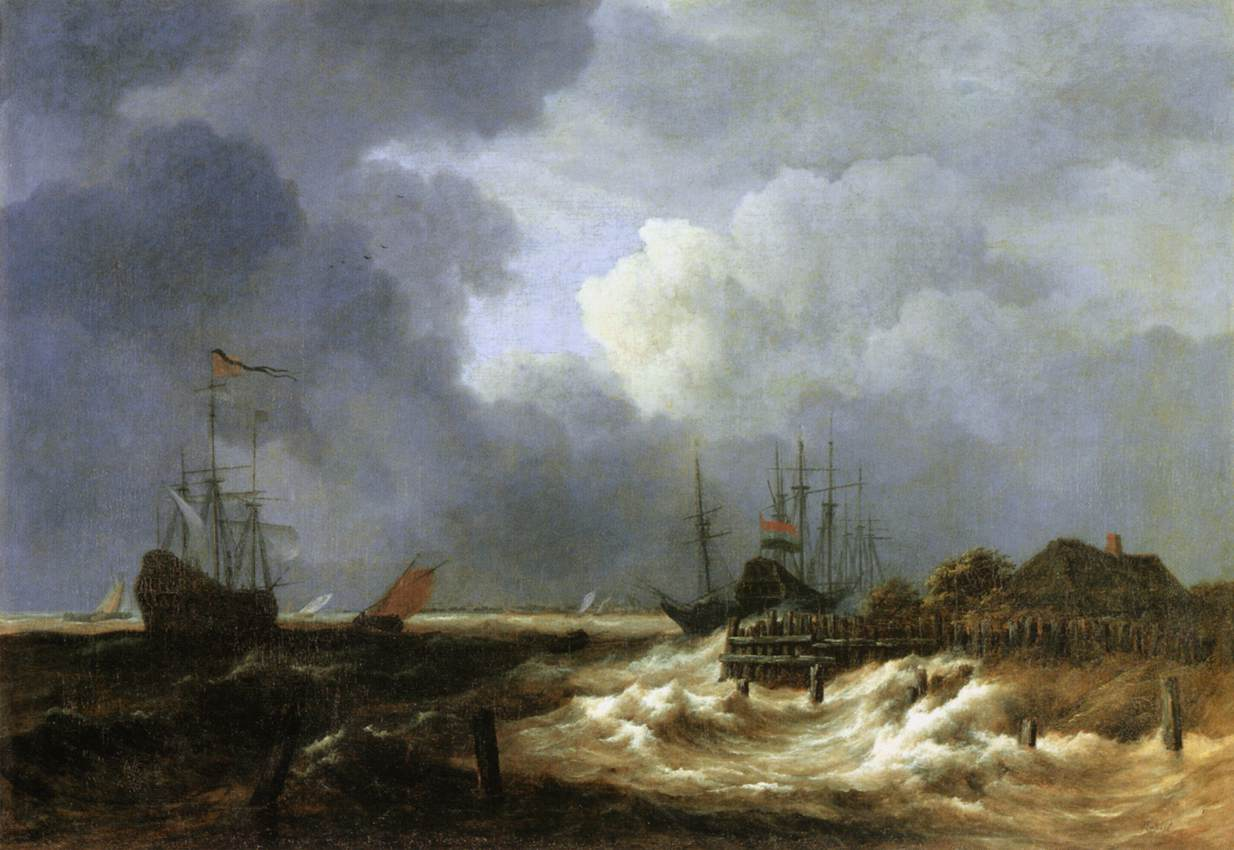
Une tempête ou L'Estacade (c. 1670), musée du Louvre.
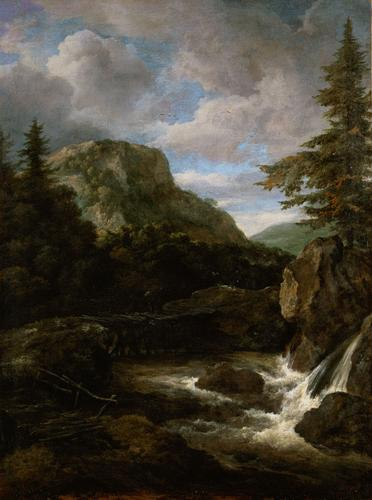
Paysage de montagne avec chute d'eau (c. 1675), musée d'histoire de l'art de Vienne.
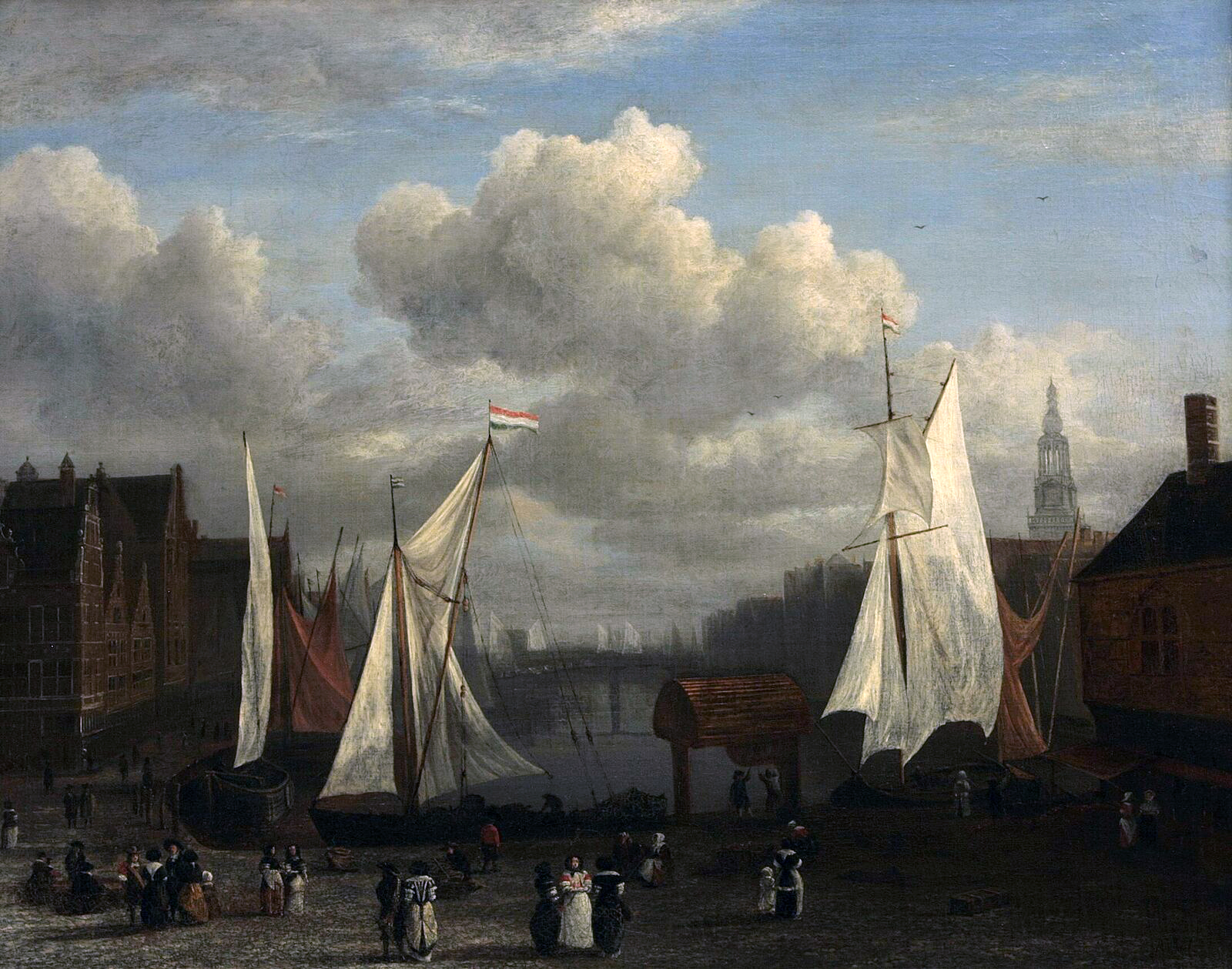
Vue de la place du Dam (c. 1675), musée Boijmans Van Beuningen.
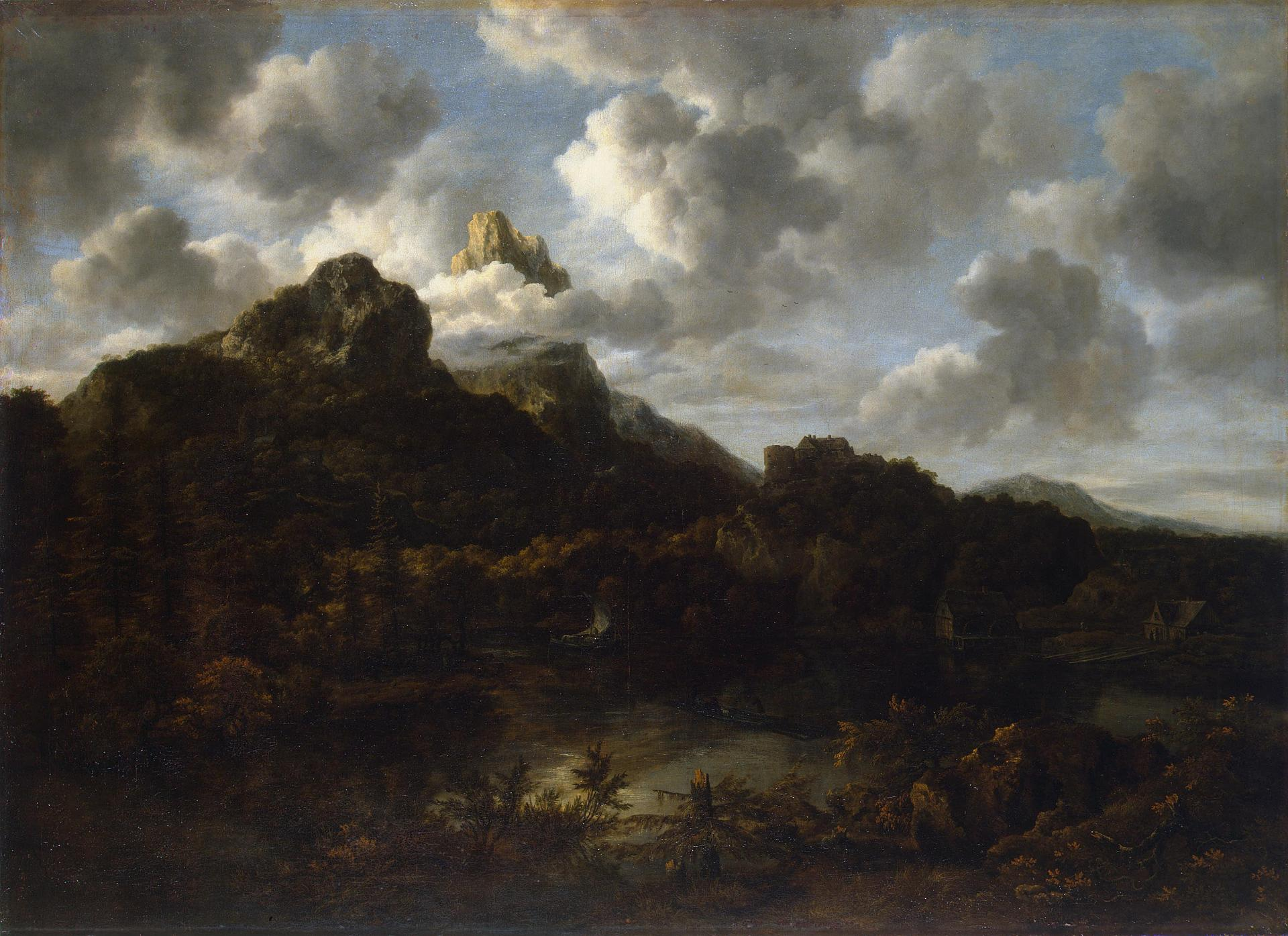
Paysage de montagne avec un moulin (c. 1677), musée de l'Ermitage.
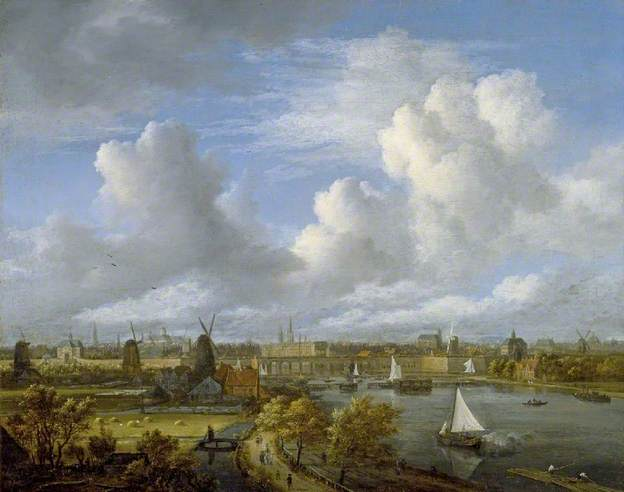
Vue de l'Amstel à partir d'Amsteldijk (c. 1680), Fitzwilliam Museum.

### Interprétation

Le Cimetière juif (vers 1655), Detroit Institute of Arts.

Il n'existe pas de documents du XVIIe siècle, que ce soit de première ou de seconde main, pour indiquer ce que Jacob van Ruisdael avait l'intention de transmettre à travers son art. Bien que Le Cimetière juif soit universellement accepté comme une allégorie sur la fragilité de la vie,,, l'interprétation de ses autres œuvres est très contestée. À une extrémité du spectre, Johann Heinrich Füssli affirme qu'elles n'ont aucune signification particulière et ne sont qu'une représentation de la nature. À l'autre extrémité, Franz Theodor Kugler voit un sens à presque tout : « Ils montrent tous le pouvoir silencieux de la nature, qui s'oppose avec sa main puissante à l'activité mesquine de l'homme et, avec un avertissement solennel, repousse ses intrusions ».
Entre ces deux avis divergents se trouvent des chercheurs plus récents, comme John Walford, qui voit ses œuvres « pas tellement comme porteuses d'une signification narrative ou symbolique, mais plutôt comme des images reflétant le fait que le monde visible était essentiellement perçu comme ayant de façon évidente une signification spirituelle inhérente ». Walford prône l'abandon de la notion de « symbolisme déguisé ». Pour Boudewijn Bakker et Diane Webb, toute l'œuvre de l'artiste peut être interprétée selon la vision religieuse du monde en son temps : la nature est la première création de Dieu, à la fois par ses qualités divines intrinsèques et par le souci évident de Dieu pour l'homme et le monde. L'intention est spirituelle, et non morale.

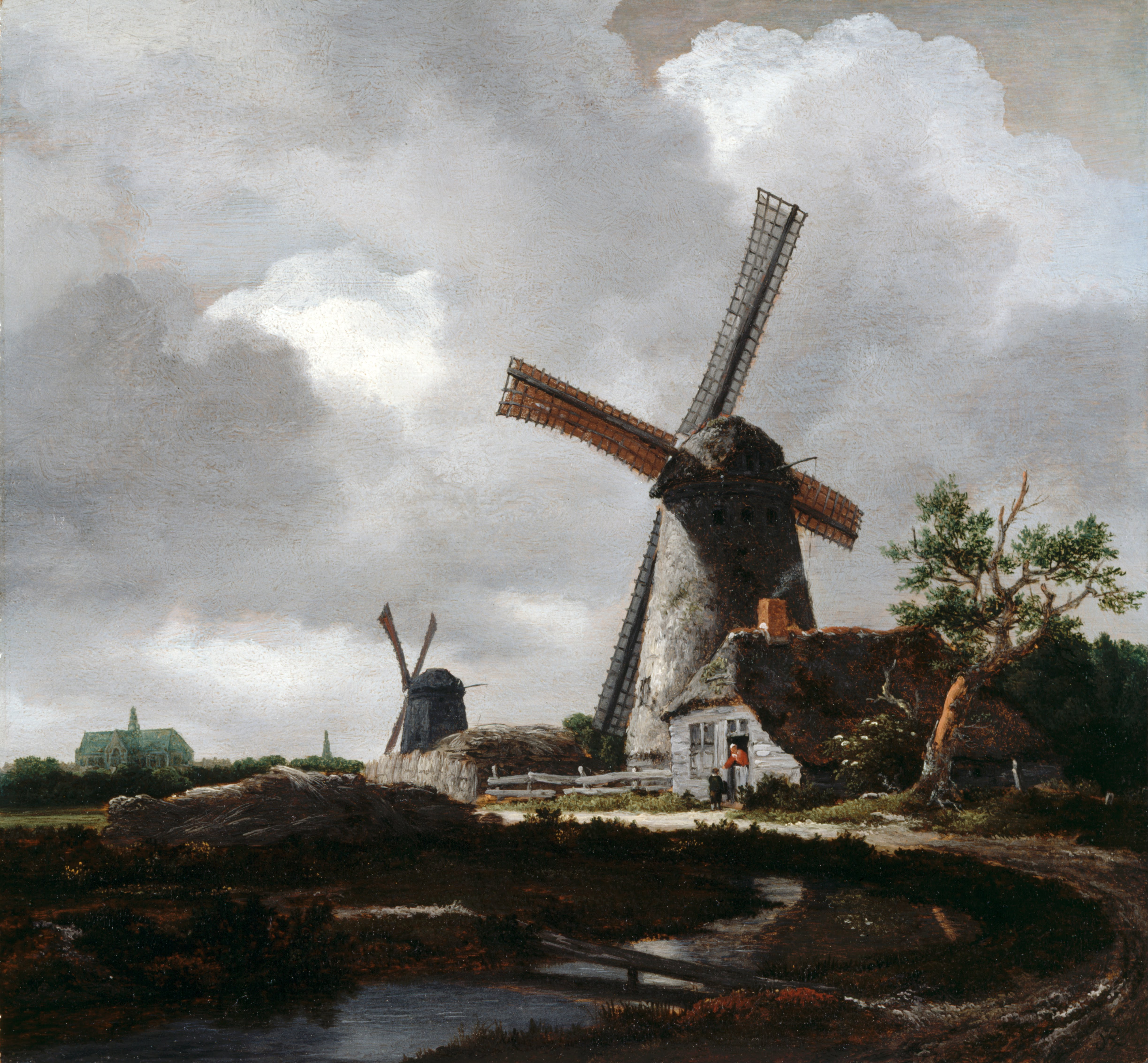
Paysage avec des moulins près de Haarlem (vers 1650), Dulwich Picture Gallery.

L'historien de l'art Andrew Graham-Dixon affirme que tous les paysagistes du siècle d'or néerlandais ne pouvaient s'empêcher de chercher un sens partout. Il dit du Moulin de Wijk de Duurstede qu'il symbolise « le travail acharné nécessaire afin de maintenir la Hollande au-dessus de l'eau et d'assurer l'avenir des enfants de cette nation ». Les symétries dans les paysages sont des « rappels aux concitoyens de toujours rester dans le droit chemin ». Slive est plus réticent à en lire trop dans cette œuvre mais la place dans son contexte religieux de dépendance de l'homme envers « l'esprit divin pour la vie ». Concernant l'interprétation des peintures scandinaves de l'artiste, il affirme que celui-ci s'efforce jusqu'au point de rupture d'imaginer « ces représentations de chutes d'eau, de torrents et d'arbres morts comme des sermons visuels sur les thèmes du passage du temps et de la vanité ».
Ruisdael et son art doivent par ailleurs être considérés dans le contexte de l'incroyable opulence et des changements géographiques importants ayant eu lieu au cours du siècle d'or néerlandais. Dans son étude sur l'art et la culture néerlandaise du XVIIe siècle, Simon Schama remarque qu'on ne « saurait trop insister sur le fait que la période comprise entre 1550 et 1650, lorsque l'identité politique d'une nation néerlandaise indépendante s'est établie, a été aussi une période d'altération spectaculaire de son paysage » et que la représentation de la nature et de l'émergence de la technologie néerlandaise de Ruisdael s'y retrouve. Christopher Joby situe Ruisdael dans le contexte religieux calviniste des Provinces-Unies. Il affirme que la peinture paysagiste est conforme à l'exigence de Calvin selon laquelle seul ce qui est visible peut être représenté dans l'art, et que les paysages ont une valeur épistémologique qui apporte un soutien supplémentaire à leur utilisation dans les églises réformées. L'historien de l'art Yuri Kuznetsov place son œuvre dans le contexte de la guerre de Quatre-Vingts Ans. Les paysagistes néerlandais sont alors « appelés à faire un portrait de leur patrie, deux fois conquise par les Néerlandais : d'abord sur la mer et ensuite sur les envahisseurs étrangers ».

### Attribution

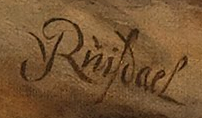
Signature du peintre sur la toile Paysage avec une chute d'eau.

Dans son catalogue raisonné de 2001, Seymour Slive attribue 694 tableaux à Jacob van Ruisdael et en énumère 163 autres dont l'attribution est douteuse ou, selon lui, incorrecte. Il y a trois raisons principales à cette incertitude sur un nombre aussi important de tableaux. Tout d'abord, trois autres membres de sa famille étaient des paysagistes aux signatures similaires, dont certaines ont par la suite été frauduleusement modifiées afin de les faire passer pour la sienne. Cela est d'autant plus compliqué que lui-même a utilisé plusieurs variantes de sa signature. Celle-ci est habituellement « JvRuisdael », parfois en écrivant le « s » en petit italique et d'autres fois en long gothique, comme sur Paysage avec une chute d'eau, ou encore simplement le monogramme « JVR ». Deuxièmement, de nombreux paysages de son époque ne sont pas signés et peuvent provenir d'élèves ou d'imitateurs. Enfin, des escrocs l'ont imité, le premier cas étant rapporté par Houbraken dès 1718 : un certain Jan Griffier l'Ancien pouvait si bien imiter son style qu'il arrivait souvent à vendre ses imitations en les faisant passer pour de véritables œuvres de Ruisdael. Il n'existe pas d'approche systématique à grande échelle pour attribuer avec certitude ses œuvres, contrairement à l'expertise scientifique utilisée pour attribuer correctement des peintures de Rembrandt par le biais du Rembrandt Research Project.

### Répartition

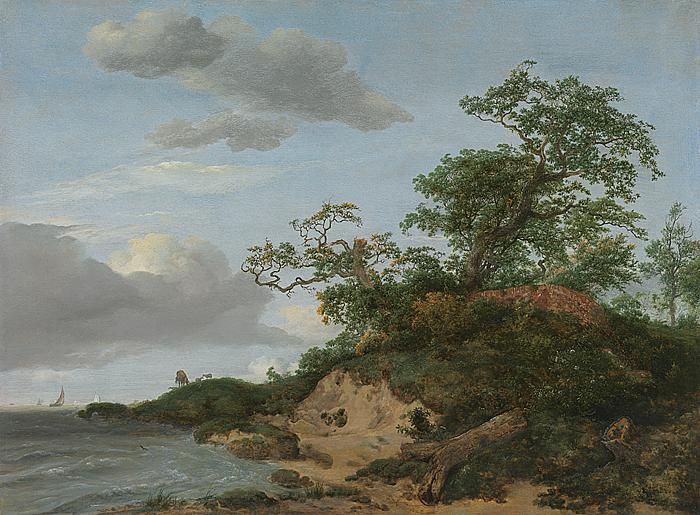
Le Paysage de dunes (1648) vendu aux enchères en 2014.

Son œuvre est éparpillée dans de nombreux musées et collections privées à travers le monde. Les collections les plus remarquables se trouvent à la National Gallery de Londres, qui possède vingt tableaux ; au Rijksmuseum d'Amsterdam, qui en détient seize ; au musée de l'Ermitage de Saint-Pétersbourg, qui en possède onze, tout comme le Philadelphia Museum of Art ; et au musée Boijmans Van Beuningen de Rotterdam qui en détient dix. En France, le musée du Louvre en possède cinq, et le musée Fabre de Montpellier en détient trois.
Il est arrivé que l'un de ses tableaux change de mains. Ainsi, en 2014, un Paysage de dunes est vendu aux enchères chez Christie's à New York pour un prix de 1 805 000 $. 140 dessins lui ont survécu, le Rijksmuseum, le musée Teyler de Haarlem, le Kupferstich-Kabinett de Dresde, et l'Ermitage en possédant chacun des collections importantes,. Les rares impressions de ses treize gravures sont disséminées à travers diverses institutions, aucune collection ne réunissant une impression de chacune des treize gravures. Parmi les cinq impressions uniques, le British Museum en possède deux, tout comme le palais Albertina de Vienne, la dernière se trouvant à Amsterdam.

## Postérité

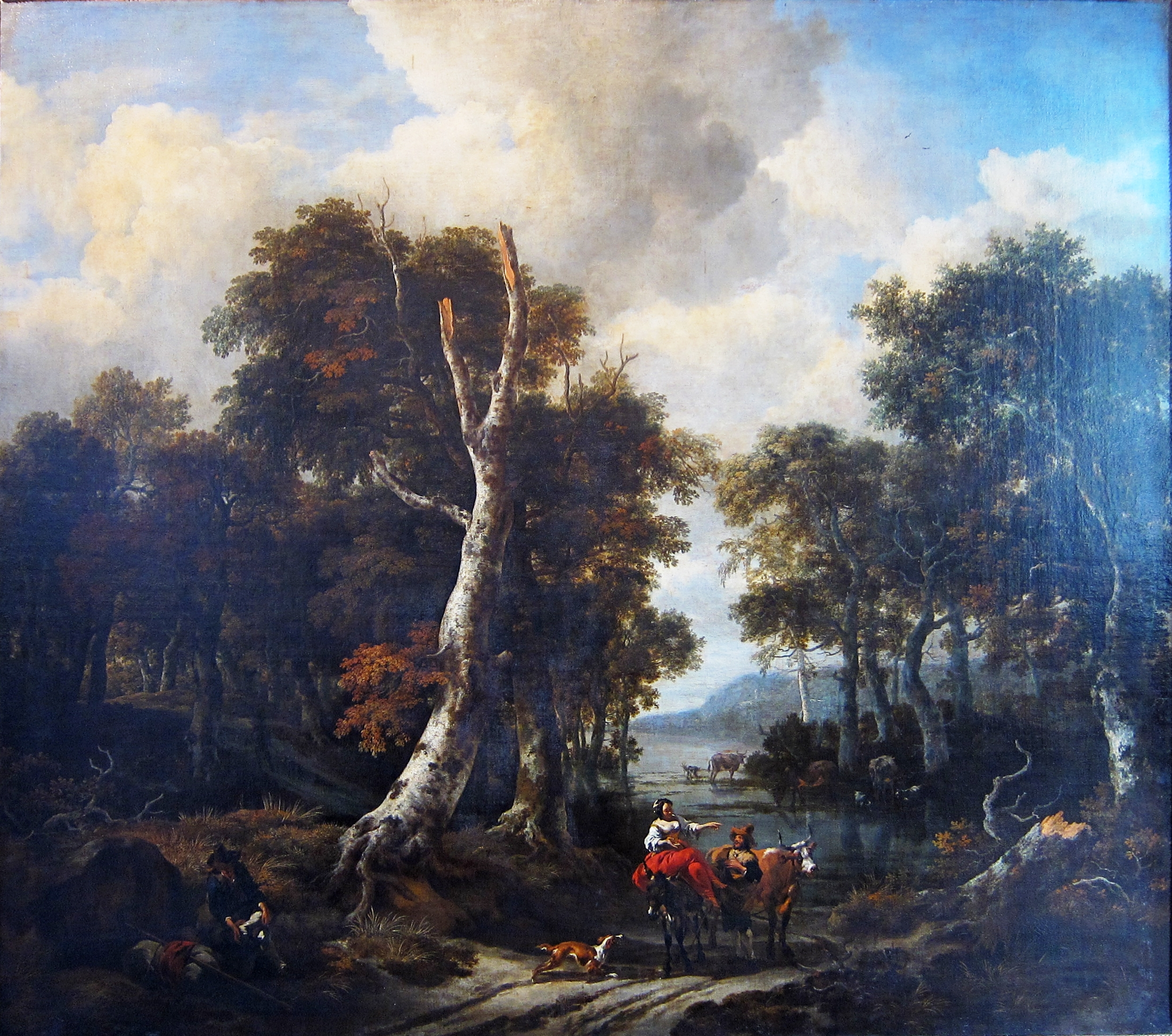
La Forêt (entre 1665 et 1670), musée de la Chartreuse de Douai.

Jacob van Ruisdael a influencé la peinture paysagiste dans le monde entier, des romantiques anglais à l'École de Barbizon en France, en passant par l'Hudson River School aux États-Unis, ainsi que plusieurs générations de paysagistes néerlandais. Parmi les artistes anglais qu'il a influencé figurent notamment Thomas Gainsborough, William Turner et John Constable. Vers 1747, Gainsborough dessine, à la craie noire et au lavis gris, une réplique de son tableau La Forêt conservée au musée de la Chartreuse de Douai. Turner a fait de nombreuses copies de ses œuvres et lui a rendu hommage en situant deux de ses tableaux dans un « port Ruysdael » fictif, celui de 1827 simplement intitulé Port Ruysdael (Centre d'art britannique de Yale) et son Bateaux de pêche remorquant un navire en difficulté dans le port de Ruysdael (1844, Tate Britain). Constable a lui aussi copié divers dessins, gravures et peintures de Ruisdael, dont il a été un grand admirateur dès son plus jeune âge : « Il hante mon esprit et s'accroche à mon cœur », écrit-il après avoir vu l'un de ses tableaux. Cependant, Constable pense que Le Cimetière juif est un échec, car il considère que Ruisdael a essayé de transmettre quelque chose hors de la portée de l'art.
Vincent van Gogh l'a reconnu comme une influence majeure, le qualifiant de « sublime », tout en affirmant que ce serait une erreur d'essayer de le copier. Les toiles exposées au Louvre étaient « magnifiques, en particulier Le Buisson, Une tempête et Le Coup de soleil ». Son ressenti de la campagne française demeure imprégné de son souvenir de l'art de Ruisdael. Selon le critique d'art Waldemar Januszczak, Claude Monet lui est également redevable, et même le minimalisme de Piet Mondrian remonte à ses panoramas.

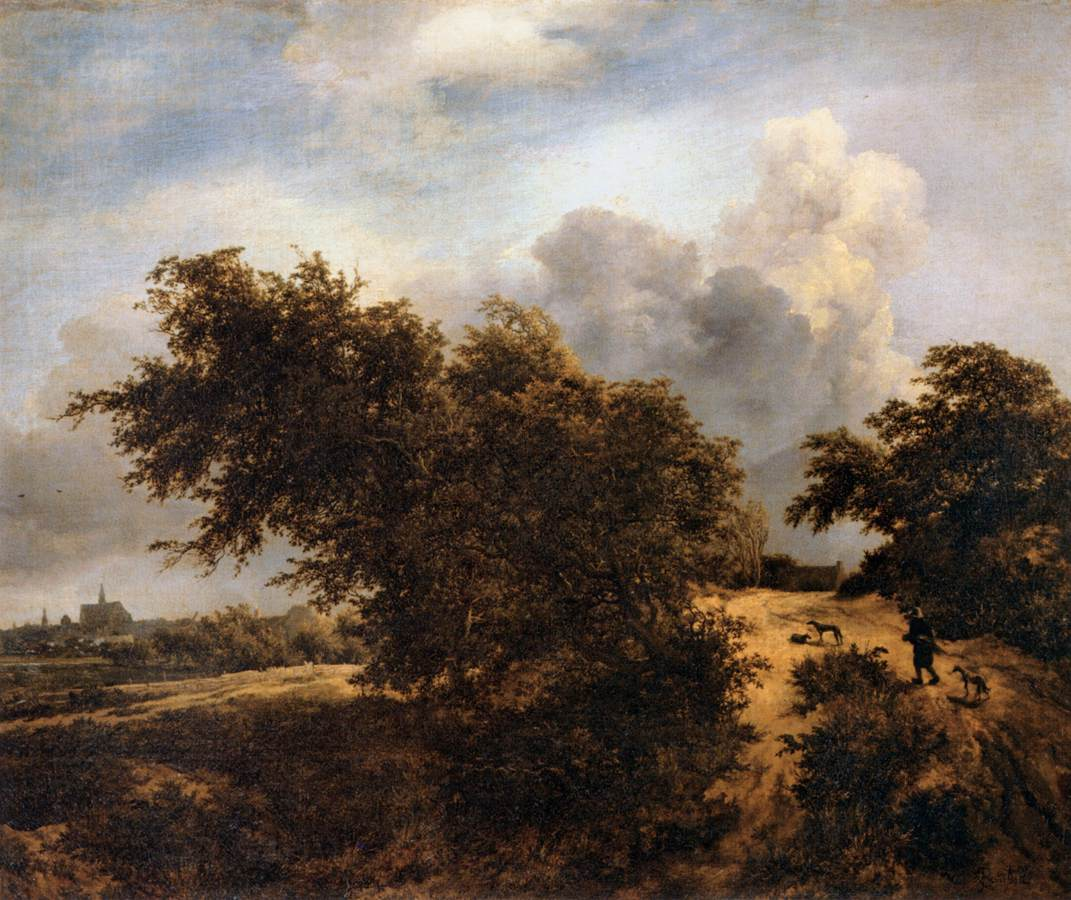
Le Buisson (vers 1650), musée du Louvre.

Au sein des historiens et des critiques d'art, sa réputation a connu des hauts et des bas au fil des siècles. Sa première biographie, en 1718, est celle d'Arnold Houbraken, qui évoque avec lyrisme sa maîtrise technique qui lui permet de dépeindre avec réalisme les chutes d'eau et la mer. En 1781, Joshua Reynolds, fondateur de la Royal Academy, admire la fraîcheur et la puissance de ses paysages. Quelques décennies plus tard, d'autres critiques anglais se montrent moins impressionnés. En 1801, Henry Fuseli, professeur à la Royal Academy, exprime son mépris pour toute l'école néerlandaise du paysage, la rejetant comme une simple « transcription des lieux », une « énumération des collines et des vallées, des touffes d'arbres ». Néanmoins, Constable, qui était l'un des élèves de Fuseli, conserva la même admiration pour l'artiste. À peu près à la même époque, en Allemagne, Johann Wolfgang von Goethe le salue comme un artiste pensant, et même comme un poète, estimant qu'il « fait preuve d'une remarquable habileté à trouver le point exact où la créativité entre en contact avec la lucidité ». Cependant, en 1860, John Ruskin s'emporte contre lui et d'autres paysagistes néerlandais du siècle d'or, qualifiant leurs paysages de lieux où « nous perdons non seulement toute foi en la religion, mais aussi tout souvenir de celle-ci ». En 1915, l'historien d'art néerlandais Abraham Bredius estime que son compatriote est plus un poète qu'un peintre.
Les historiens d'art plus récents le tiennent en haute estime. Kenneth Clark le décrit comme « le plus grand maître de la vision de la nature devant Constable ». Waldemar Januszczak le qualifie de « merveilleux conteur » et, même s'il ne le considère pas comme le plus grand paysagiste de tous les temps, il le classe parmi les plus grands, se montrant particulièrement impressionné par ses œuvres de jeunesse. Seymour Slive affirme qu'il est reconnu « par un large consensus, comme le paysagiste prééminent de l'âge d'or de la peinture néerlandaise ».

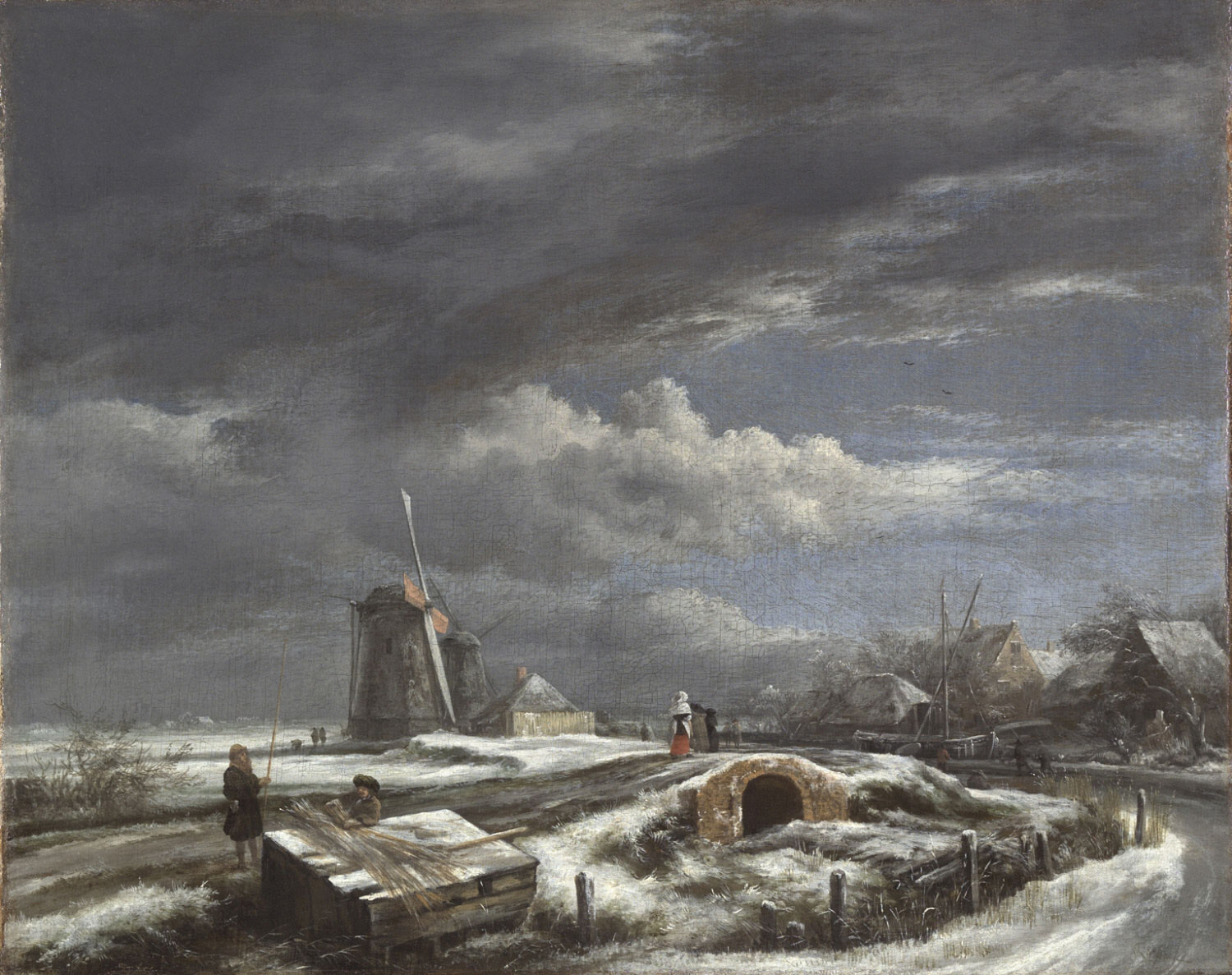
Paysage d'hiver (entre 1665 et 1670), Philadelphia Museum of Art.

Dans les années 1990, il est considéré comme l'artiste principal de la phase classique du paysage néerlandais, qui prend appui sur le réalisme de la phase tonale qui l'a précédée. La phase tonale suggère l'atmosphère par l'utilisation du ton, tandis que la phase classique recherche un effet plus grandiose, avec des peintures construites à travers un vigoureux contraste de formes solides contre le ciel, et de lumière contre l'ombre, avec souvent un arbre, un animal ou un moulin à vent particulièrement mis en évidence.
Bien qu'un grand nombre de ses œuvres aient été réunies lors de l'exposition The Art Treasures of Great Britain de Manchester en 1857, ainsi que dans d'autres grandes expositions dans le monde entier depuis, ce n'est qu'en 1981 qu'une exposition lui est uniquement consacrée. Plus de cinquante peintures et trente-cinq dessins et gravures sont exposés, d'abord au Mauritshuis de La Haye, puis, en 1982, au Fogg Art Museum de Cambridge au Massachusetts. En 2002, l'exposition Jacob van Ruisdael ou la révolution du paysage est organisée conjointement par le musée Frans Hals et la Kunsthalle de Hambourg. En 2005 et 2006, une exposition réunissant une cinquantaine de ses peintures se tient successivement au musée d'art du comté de Los Angeles, au Philadelphia Museum of Art et à la Royal Academy de Londres.